# Baldomero Espartero
Joaquín Baldomero Fernández-Espartero Álvarez de Toro (Granátula de Calatrava, Ciudad Real, 27 de febrero de 1793-Logroño, 8 de enero de 1879), conocido generalmente como Baldomero Espartero, fue un militar y político español que ostentó los títulos de príncipe de Vergara, duque de la Victoria, duque de Morella, conde de Luchana y vizconde de Banderas, todos ellos en recompensa por su actuación en el campo de batalla, en especial en la primera guerra carlista, donde su dirección del Ejército isabelino o cristino fue de vital importancia para la victoria final. Además, ejerció el cargo de virrey de Navarra (1836).
Su padre había encauzado su formación para un destino eclesiástico, pero la guerra de la Independencia lo arrastró desde muy joven al frente de batalla, que no abandonó hasta veinticinco años después. Combatiente en tres de los cuatro conflictos más importantes de España en el siglo XIX, fue soldado en la guerra contra la invasión francesa, oficial durante la guerra de independencia del Perú y general en jefe en la ya mencionada primera guerra carlista. Vivió en Cádiz el nacimiento del liberalismo español, senda que no abandonaría jamás. Hombre extremadamente duro en el trato, valoraba la lealtad de sus compañeros de armas —término que no gustaban de oír los demás generales— tanto como la eficacia. Combatió en primera línea, fue herido en ocho ocasiones y su carácter altivo y exigente lo llevó a cometer excesos, en ocasiones muy sangrientos, en la disciplina militar. Convencido de que su destino era gobernar a los españoles, fue dos veces presidente del Consejo de Ministros y llegó a la jefatura del Estado como regente durante la minoría de edad de Isabel II. A pesar de todas sus contradicciones, supo pasar inadvertido sus últimos veintiocho años. Rechazó la Corona de España y fue tratado como una leyenda desde muy joven.

La Patria cuenta con vuestros esfuerzos, con vuestras virtudes, con vuestra sabiduría, para que hagáis leyes que afiancen sus derechos y destruyan los abusos que se han introducido en el gobierno del Estado. Hacedlas; que la Reina tendrá una gran satisfacción en aceptarlas, y la Nación en obedecerlas.

En cuanto a mí, señores, yo las obedeceré siempre, porque siempre he querido que se cumpla la voluntad nacional, y porque estoy convencido de que sin la obediencia a las leyes, la libertad es imposible.
Baldomero Espartero en la sesión de las Cortes constituyentes del 28 de noviembre de 1854

Sin embargo, según constata el historiador Adrian Shubert:

[hoy en día] Espartero ha sido borrado de la memoria histórica española. Al tiempo que otras figuras cuyo papel en la historia del país fue mucho menos significativo permanecen vivas en el recuerdo, su nombre ha pasado de la idolatría al olvido
Shubert (2000, p. 207)

## Inicios

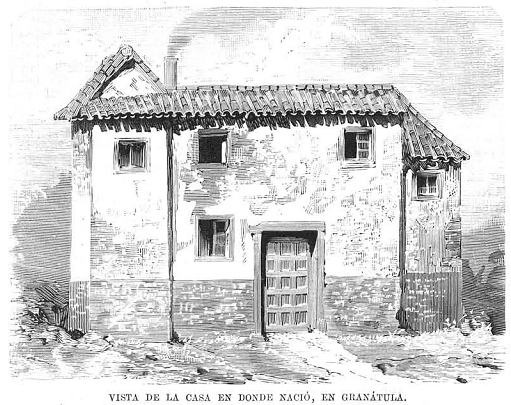
Casa de Granátula de Calatrava donde supuestamente habría nacido Baldomero Espartero. Grabado publicado en 1879 en La Ilustración Española y Americana.

Era el menor de ocho hermanos e hijo de un carpintero-carretero, familia trabajadora de la clase media preponderante en un pueblo de casi tres mil habitantes. Tres de sus hermanos fueron religiosos y una hermana, monja clarisa. En Granátula había recibido clases de Latín y Humanidades con su vecino Antonio Meoro, preceptor de Gramática, con gran fama en la zona, dado que preparaba a los chicos para acceder a estudios superiores. De hecho, nombraría posteriormente al hijo de este, Anacleto Meoro Sánchez, obispo de Almería. Cursó sus primeros estudios oficiales en la Universidad Nuestra Señora del Rosario de Almagro, donde residía un hermano suyo dominico, y obtuvo el título de bachiller en Artes y Filosofía. Almagro contaba con su propia universidad desde 1553 por real cédula de Carlos I y era una ciudad muy activa y próspera. Su padre deseaba para Espartero una formación eclesiástica, pero el destino truncó esa posibilidad. En 1808 se alistó en el ejército para formar parte de las fuerzas que combatieron tras el levantamiento del 2 de mayo en Madrid contra la ocupación napoleónica. Las universidades habían sido cerradas el año anterior por Carlos IV y la propia Almagro había sido ocupada por los franceses.
Fue reclutado junto a un numeroso grupo de jóvenes por la Junta Suprema Central que se había constituido en Aranjuez bajo la autoridad del entonces ya anciano conde de Floridablanca, con el fin de detener en La Mancha al invasor antes de que las tropas enemigas llegasen a Andalucía. Fue alistado en el Regimiento de Infantería "Ciudad Rodrigo", de guarnición en Sevilla, en calidad de «soldado distinguido», grado que adquirió por haber cursado estudios universitarios. Durante el tiempo que estuvo en las líneas del frente en la zona centro-sur de España, participó en la batalla de Ocaña, donde las fuerzas españolas fueron derrotadas. De nuevo su condición de universitario le permitió formar parte del Batallón de Voluntarios Universitarios que se agrupó en torno a la Universidad de Toledo en agosto de 1808, pero el avance francés lo llevó hasta Cádiz donde cumplía su unidad funciones de defensa de la Junta Suprema Central. Las necesidades perentorias de un ejército casi destruido por el enemigo obligaron a la formación rápida de oficiales que se instruyeran en técnica militar. La formación universitaria previa de Espartero permitió que el coronel de artillería, Mariano Gil de Bernabé, lo seleccionara junto a otro grupo de jóvenes entusiastas en la recién creada Academia Militar de Sevilla. El nuevo destino no evitó que actuase desde el primer momento en escaramuzas con el enemigo durante su formación como cadete, y así consta en su hoja de servicios. Se lo integró, junto a otros cuarenta y ocho cadetes, en la Academia de Ingenieros el 11 de septiembre de 1811 y ascendió a subteniente el 1 de enero del siguiente año. Suspendió el segundo curso, pero se le ofreció como alternativa incorporarse al arma de infantería, al igual que a otros subtenientes. Tomó parte en destacadas operaciones militares en Chiclana, lo que le valió su primera condecoración: la Cruz de Chiclana.
Sitiado por los ejércitos franceses desde 1810, fue espectador de primera línea de los debates de las Cortes de Cádiz en la redacción de la primera constitución española, lo que marcó su decidida defensa del liberalismo y el patriotismo.
Mientras la guerra tocaba a su fin, estuvo destinado en el Regimiento de Infantería de Soria, y con dicha unidad se desplazó a Cataluña combatiendo en Tortosa, Cherta y Amposta, hasta regresar con el Regimiento a Madrid.
- Wikisource contiene obras originales de o sobre Baldomero Espartero.

### Camino de América
Terminada la guerra, y deseoso de proseguir su carrera militar, se alistó Espartero en septiembre de 1814 —al tiempo que era ascendido a teniente— en el Regimiento Extremadura, embarcando en la fragata Carlota hacia América el 1 de febrero de 1815 para reprimir la rebelión secesionista en los virreinatos americanos.
La corte fernandina había conseguido desplazar a ultramar a seis regimientos de infantería y dos de caballería. A las órdenes del general Miguel Tacón y Rosique, Espartero quedó integrado en una de las divisiones formadas con el Regimiento Extremadura que se dirigió hacia el Perú desde Panamá. Llegaron al puerto de El Callao el 14 de septiembre y se presentaron en Lima, con la orden de sustituir al marqués de la Concordia como virrey del Perú por el general Joaquín de la Pezuela, victorioso en la zona.
Los mayores problemas se concentraban en la penetración de fuerzas hostiles desde Chile y las Provincias Unidas de Sud América al mando del general José de San Martín. Para obstaculizar los movimientos, se decidió fortificar Arequipa, Potosí y Charcas, trabajo para el cual la única persona con conocimientos técnicos de todo el Ejército del Alto Perú era Espartero, por tener dos años de formación en la escuela de ingenieros. El éxito de la empresa le valió el ascenso a capitán el 19 de septiembre de 1816 y, aún antes de cumplir un año, el de segundo comandante.

#### Táctica militar
Tras el pronunciamiento de Riego y la jura de la Constitución gaditana por el rey, las tropas peninsulares en América se dividieron definitivamente entre realistas y constitucionalistas. San Martín aprovechó estas circunstancias de división interna para continuar su acoso al enemigo y avanzar, ante lo cual un numeroso grupo de oficiales destituyó a Pezuela como virrey el 29 de enero de 1821, nombrando en su lugar al general José de la Serna e Hinojosa. Se desconoce con exactitud el papel que en este movimiento jugó Espartero, aunque su unidad en conjunto fue leal al nuevo virrey. Sea como fuere, el que sería más tarde duque de la Victoria se empleó a fondo en el sur del Perú y este de Bolivia en un modo de combate singular caracterizado por escasas tropas y acciones rápidas donde el conocimiento del terreno y la capacidad de aprovechar al máximo los recursos a mano eran determinantes. Este modo de operar será el que más tarde desarrolle también en la guerra en España.

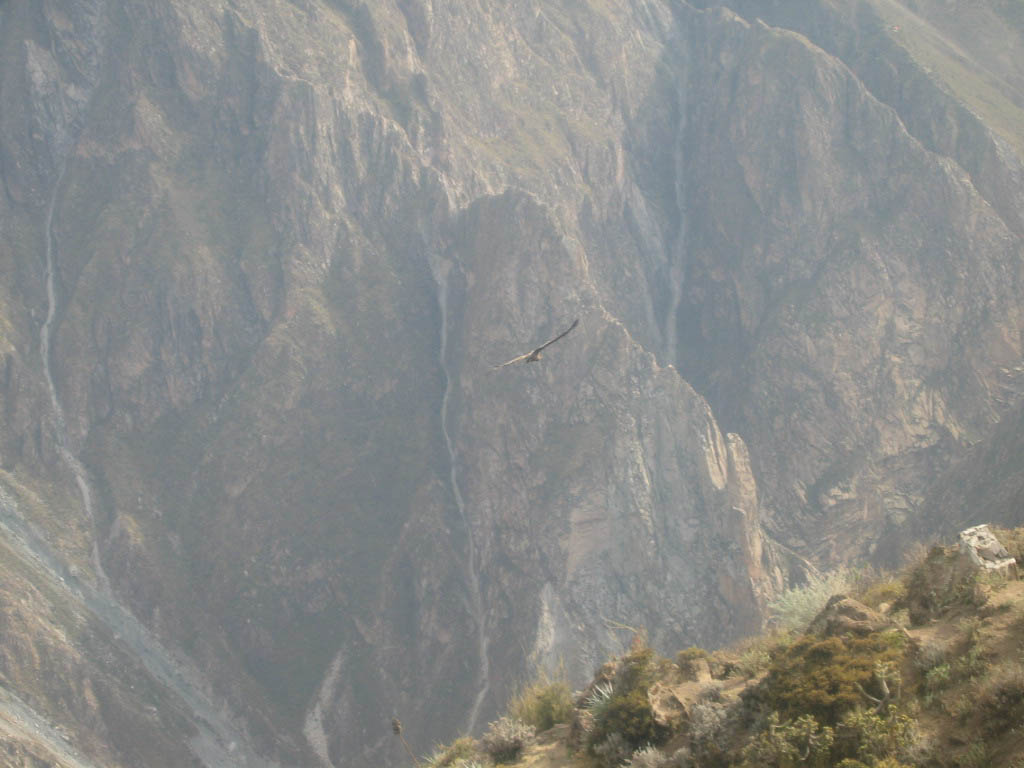
El abrupto cañón del Colca fue uno de los emplazamientos usados por Espartero en Arequipa para consolidar las posiciones de las tropas realistas.

Los ascensos de Espartero por acciones de guerra fueron constantes. En 1823 era ya coronel de Infantería a cargo del Batallón del Centro del ejército del Alto Perú. Cuando el bando independentista lanzó la Primera Campaña de Intermedios a inicios de 1823, el general salteño de las Provincias Unidas del Río de la Plata Rudecindo Alvarado trató de penetrar con fuerzas muy superiores por las fortificaciones de Arequipa y Potosí, de las que se sentía especialmente orgulloso Espartero, el general Jerónimo Valdés no dudó en encargar a este la defensa de la posición de Torata, con apenas cuatrocientos hombres, con el fin de hostigar desde ella al enemigo, al tiempo que Valdés organizaba una encerrona. Al llegar los sublevados, Espartero mantuvo durante dos horas la posición causando importantes bajas y replegándose a órdenes de Valdés de manera ordenada, mientras este salía al encuentro del enemigo sin permitirle avanzar y, en un error del general Alvarado al desplegar una línea de frente excesiva, Valdés lanzó un ataque desde el que desbarató las pretensiones de penetración. Tras la llegada de José de Canterac, el enemigo fue puesto en fuga, siendo el Batallón de Espartero uno de los que persiguió a las fuerzas que huían por Moquegua y destacó por destruir por completo la llamada Legión Peruana. El general Valdés consignó en sus calificaciones sobre Espartero:

Tiene mucho valor, talento, aplicación y conocida adhesión al Rey nuestro señor: es muy a propósito para el mando de un Cuerpo y más aún para servir en clase de oficial de Estado Mayor por sus conocimientos. Éste será algún día un buen general...

A su valentía se unía una gran sangre fría y capacidad de engaño al enemigo, infiltrándose entre los sublevados para más tarde arrestarlos y, en juicio sumarísimo, condenarlos a muerte y ejecutarlos. Este modo de proceder sería una constante en su carrera militar.

### Fin de la etapa americana y regreso a España
El 9 de octubre de 1823, el victorioso comandante fue ascendido a brigadier otorgándosele el mando del Estado Mayor del Ejército del Alto Perú. Tras finalizar labores de control de los restos de insurgentes, La Serna lo envió a la conferencia de Salta como representante plenipotenciario del virrey para la firma de un armisticio que permitiese la extensión de los acuerdos con los insurrectos de Buenos Aires al Perú. En Salta se reunió Espartero con el general Juan Gregorio de Las Heras, que actuaba en nombre del Gobierno bonaerense. Acreditado, Espartero comunicó a Las Heras que el acuerdo no era posible, pues las fuerzas enemigas carecían de toda capacidad operativa y no se sentía el virrey obligado a otorgar más que la generosidad con la que habían sido tratados. La actitud hostil de La Serna y el propio Espartero hacia las Comisiones Regias enviadas a Buenos Aires en 1820 y 1823 por los gobiernos liberales del Trienio Constitucional por establecer relaciones con las provincias del Río de la Plata, se ha interpretado como una afrenta a la Corona para algunos, o como una medida de contención de las aspiraciones independentistas para otros.
La figura de Espartero a esta edad fue trazada por el conde de Romanones como la de:

... un hombre de estatura mediana, por el conjunto y proporciones de su cuerpo no daba la impresión de pequeñez... de ojos claros, mirada fría... sus músculos faciales no se contraían en momento alguno...

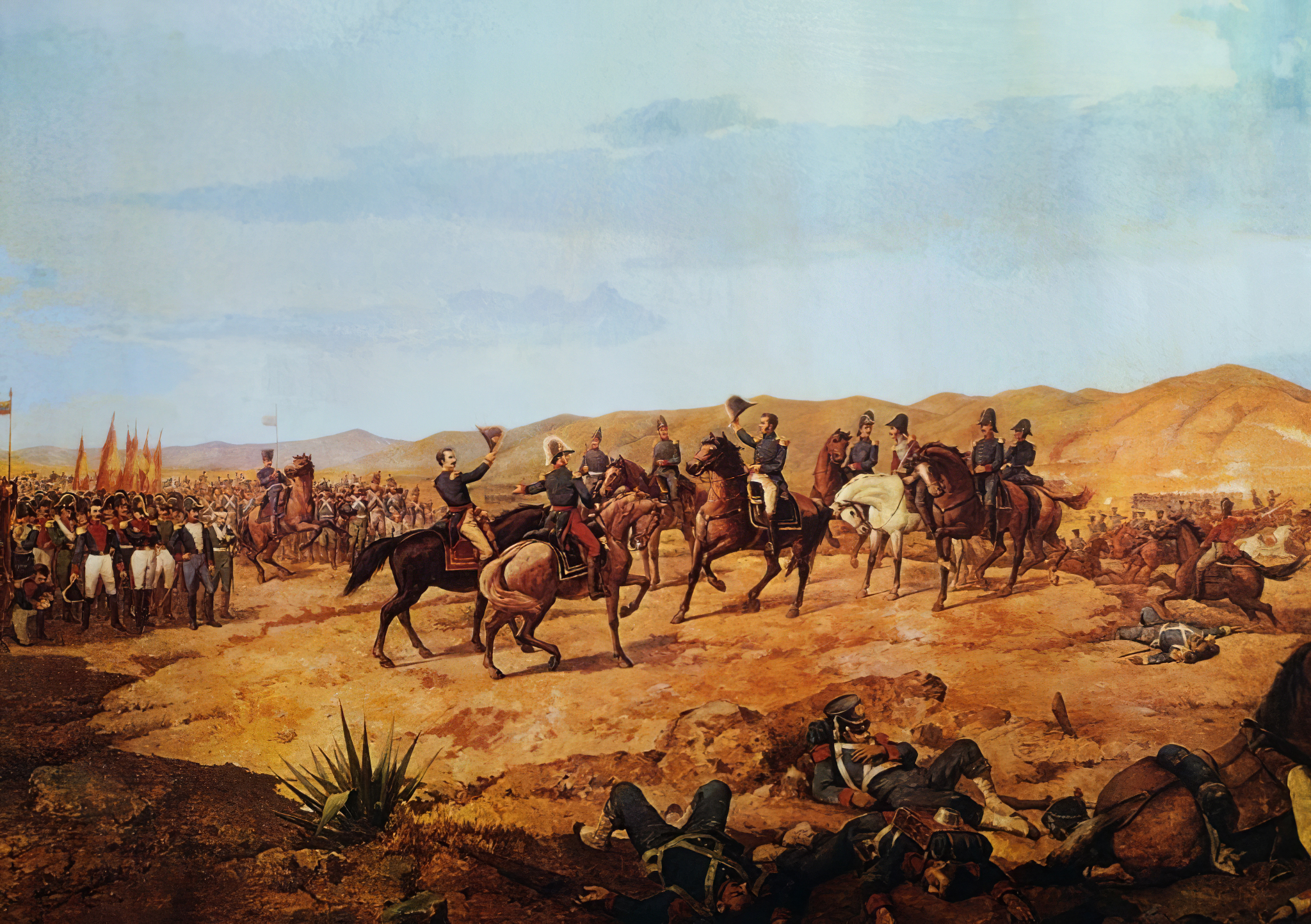
Aunque Espartero no participó en la batalla de Ayacucho, tanto él como muchos de los militares protagonistas del reinado de Isabel II serían llamados «los Ayacuchos» por su pasado en tierras americanas.

El fin del Trienio Liberal y el retorno al absolutismo volvieron a dividir al ejército expedicionario. La Serna envió a Espartero a Madrid con el encargo de recibir instrucciones precisas de la Corona, partiendo para la capital desde el puerto de Quilca el 5 de junio de 1824 en un barco inglés. Llegó a Cádiz el 28 de septiembre y se presentó en Madrid el 12 de octubre. Aunque obtuvo para el virrey la confianza de la Corona, no pudo garantizar los refuerzos pedidos.
Embarcó en Burdeos camino de América el 9 de diciembre, coincidiendo con la pérdida del Virreinato del Perú. Arribó a Quilca el 5 de mayo de 1825 sin noticias del desastre de Ayacucho, y fue hecho prisionero por orden de Simón Bolívar, estando a punto de ser fusilado en más de una ocasión. Gracias a la mediación entre otras personas, del liberal extremeño Antonio González y González que sufría exilio en Arequipa, fue liberado tras sufrir dura prisión, pudiendo regresar a España con un numeroso grupo de compañeros de armas.
A su llegada fue destinado a Pamplona y, posteriormente, fijó su residencia en Logroño, muy a su pesar. Allí contrajo matrimonio el 13 de septiembre de 1827 con María Jacinta Martínez de Sicilia, rica heredera de la ciudad y gracias a la cual se convirtió en un hacendado.
A pesar de los favorables informes de sus superiores, de regreso en la península hubo de desempeñar funciones burocráticas y destinos menores, lo que le irritaba. Aprovechó para ordenar su nueva hacienda constituida por la fortuna heredada de su esposa, María Jacinta, y que consistía en un mayorazgo y diversos bienes vinculados donde se encontraban importantes fincas rústicas y urbanas y cerca de un millón y medio de reales procedentes también de los beneficios en las inversiones que los tutores de su esposa habían realizado durante la minoría de edad de esta.
En 1828 fue nombrado comandante de armas y presidente de la Junta de Agravios de Logroño y después se lo destinó al Regimiento Soria destacado en Barcelona primero, y Palma de Mallorca más tarde.

### La impronta de la experiencia americana
Aunque no participó en la decisiva batalla —lo que provocaba sus iras al serle mencionado—, sí que lo hizo en muchos otros enfrentamientos y, de hecho, él y muchos de los oficiales que lo acompañaban serían conocidos en España como «los Ayacuchos», en recuerdo de su pasado americano y de la influencia que sobre sus ideas políticas tuvieron otros militares liberales que participaron en aquella guerra. Su actividad en la campaña americana fue febril y destacada por sus conocimientos en topografía y construcción de instalaciones militares, su capacidad de actuar rápido y con pocos efectivos, la virtud de movilizar con prontitud tropas y la autoridad que le reconocían sus soldados. Los méritos de guerra fueron numerosos, aunque hizo poca mención de ellos en los años posteriores.
- Wikisource contiene obras originales de o sobre Baldomero Espartero.

## En lucha contra los carlistas

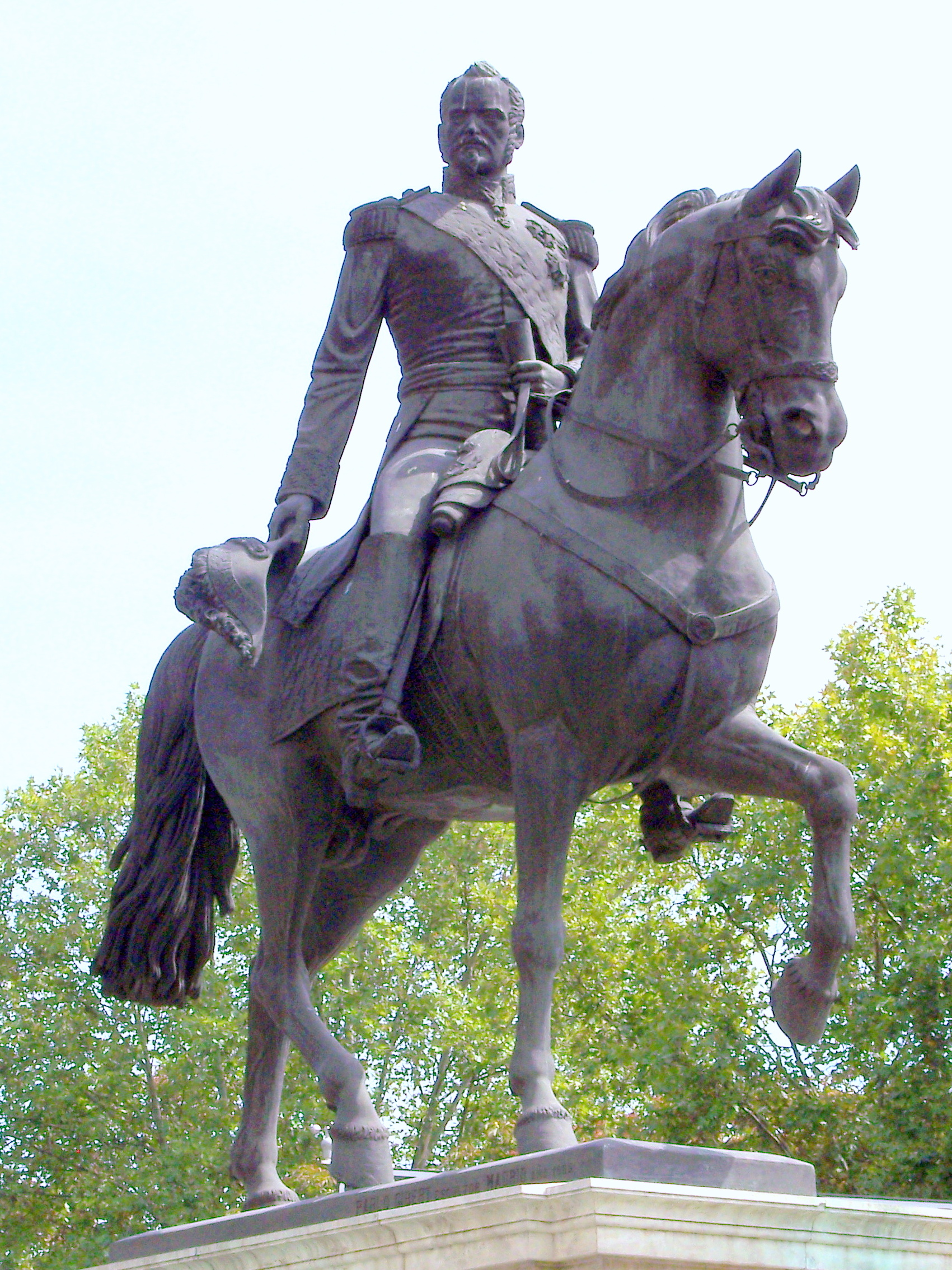
Estatua ecuestre del general Espartero. Está situada frente a la puerta de Hernani del jardín del Retiro de Madrid (España). Al pie de la estatua reza la leyenda: «A Espartero, el pacificador. 1839, la nación agradecida».

### El general «isabelino»
A la muerte de Fernando VII, Espartero apoyó la causa de Isabel II y de la regente María Cristina de Borbón frente al hermano del difunto rey Fernando, Carlos María Isidro.
Durante la primera guerra carlista el general Espartero dio muestras de sus cualidades como militar que ya había demostrado durante las campañas americanas y entre las que destacaban su valentía —que fue lo que más contribuyó a convertirlo en un héroe nacional, especialmente tras su victoria en la batalla de Luchana—, su honestidad —un diplomático estadounidense dijo de él que «disfruta de una fortuna independiente y no pretende aumentarla a expensas de la tropa, como es costumbre aquí»— y el interés por los hombres que estaban bajo sus órdenes, como lo demostraba su continuo empeño en conseguir los fondos para pagar sueldos y vituallas de sus soldados —un problema que padeció su antecesor al frente del Ejército del Norte, el general Luis Fernández de Córdoba, y que su hermano Fernando describió en sus memorias: «El dinero, nervio del Ejército, faltaba lastimosamente en el Norte, y así es que, además de la carencia de subsistencias y pertrechos, los oficiales no cobraban sus sueldos ni el soldado sus reducidos sobres»—.
Pero durante la guerra civil también aparecieron dos de sus defectos: que su valor alternaba con recurrentes episodios de desidia y falta de firmeza —que pudieron estar relacionados con su dolencia en la vejiga que padeció toda su vida y que le hacía extremadamente doloroso montar a caballo— y su excesiva severidad en todo lo relacionado con la disciplina. En cuanto a esto último, el incidente que tuvo mayor repercusión fue el que se produjo por la orden dada por Espartero de diezmar un batallón de chapelgorris —voluntarios liberales a sueldo— guipuzcoanos cuyos miembros supuestamente habían asesinado al párroco de la aldea alavesa de Labastida, profanado la iglesia y arrasado el lugar, y que fue cumplida el 13 de diciembre de 1835. La operación fue dirigida personalmente por Espartero, quien en su informe oficial afirmó que los actos cometidos por estos soldados exigían la «pública demostración a las tropas y a los pueblos... con un severo escarmiento», y durante la misma se echaron a suertes los chapelgorris que iban a ser fusilados, uno de cada diez, y de entre ellos se escogió a diez, «y sin darles más tiempo que algunos momentos para confesarse, a los diez que cupo tan aciaga suerte fueron inhumanamente fusilados», según relató el comandante del batallón. Asimismo Espartero ordenó ejecutar prisioneros carlistas en represalia por el asesinato de liberales, que el general justificó afirmando en una carta que «el empleo de represalias no es más que defensa propia» y «porque perdería la mágica ilusión que la fortuna me ha otorgado, desde el momento en que se observe en mí indiferencia por castigar los crímenes de los rebeldes, y por proteger a mis subordinados».

### Comandante militar de Vizcaya
Entre los cambios en la dirección del Ejército que la regente María Cristina adoptó en los primeros días de gobierno para eliminar a los elementos carlistas, Espartero fue nombrado comandante general de Vizcaya en 1834, bajo las órdenes de un antiguo jefe suyo, Jerónimo Valdés, que lo había reclamado para el servicio en campaña. Participó así en el frente norte durante la Primera Guerra Carlista, desempeñando un destacado papel, no sin antes haber puesto en fuga distintas partidas carlistas en Onteniente.
Sus primeras medidas recuerdan mucho la etapa americana. Al frente de una pequeña división, ordenó la fortificación de Bilbao, Durango y Guernica para defenderlas de las incursiones carlistas, y persiguió las pequeñas partidas que se formaban en distintos puntos. La primera operación de envergadura enfrentándose al grueso de las tropas enemigas tuvo como escenario Guernica en febrero de 1834. Sitiados los cristinos por una columna de seis mil hombres, Espartero liberó la ciudad el día 24 con cinco veces menos fuerzas que los atacantes, lo que le valió el ascenso a mariscal de campo.

### La primera derrota
En mayo se le otorgó la Comandancia General de todas las Provincias Vascongadas. La segunda gran acción que recibió como encargo fue a mediados de 1835. El general carlista Zumalacárregui había conseguido agrupar las partidas de voluntarios en un ejército bien organizado. Los cristinos, sin embargo, pasaban por una grave crisis al haber sido cambiados los mandos en varias ocasiones por la propia situación de conflictividad que vivía Madrid. En estas circunstancias, Zumalacárregui emprendió una ofensiva que lo llevó a fijar posiciones avanzadas en Villafranca de Ordicia, dominando así una amplia zona de movimientos. Espartero recibió el encargo de Valdés de enfrentarse a Zumalacárregui, para lo que contaba con dos divisiones y un batallón, más otras dos divisiones que se aproximaban desde el valle del Baztán. El 2 de junio consiguió sin esfuerzo situarse en un alto a la vista de Villafranca, en el camino de Vergara. Aseguró las posiciones a la espera de los refuerzos, pero cambió de parecer y se dirigió a Vergara. Al estar a la vista del general carlista Francisco Benito Eraso, este aprovechó la vulnerabilidad del batallón de retaguardia para atacarlo en su repliegue con poco más de tres compañías de infantería. La impresión de los atacados fue que el grueso carlista era numeroso y, poco a poco, se extendió el pánico entre la tropa, que llegó a huir de manera desordenada hacia Bilbao. Ese fue el primer fracaso militar de Espartero y las consecuencias de la derrota fueron muy graves, ya que los carlistas ocuparon pocos días después Durango, por lo que les quedó abierto el camino para sitiar Bilbao.

### La guerra entre el verano de 1835 y el de 1836
Su valentía y arrojo fueron incuestionables como en el Primer Sitio de Bilbao, que consiguió levantar. Tras la batalla de Mendigorría, donde los cristinos obtuvieron su segunda gran victoria en la guerra, Espartero debió enfrentarse a su superior, Luis Fernández de Córdoba, en una pugna entre ambos por recibir los méritos de las acciones de campaña.
En Bilbao, cuando catorce batallones carlistas asediaban la ciudad el 24 de agosto de 1835, Espartero participó activamente en el levantamiento del cerco sin apenas esfuerzo. De camino a Vitoria tras salir de Bilbao el 11 de septiembre, batallones carlistas se opusieron a sus unidades, por lo que ordenó arremeter contra ellos persiguiéndolos hasta Arrigorriaga, donde se encontró con importantes fuerzas carlistas que lo obligaron a retroceder hasta la capital vizcaína. En este repliegue encontró tomada la entrada a la ciudad, con lo que recibió ataques por vanguardia y retaguardia. Acorralado, Espartero decidió enfrentarse a las tropas que en el puente sobre el río Nervión le cortaban el paso, por lo que pudo cruzar al fin camino de la ciudad en una brillante acción que le valió la Cruz Laureada de San Fernando y la Gran Cruz de Carlos III, además de una herida en el brazo.
No obstante su desafiante capacidad, sus mandos no lo consideraban capaz de dirigir el grueso de los ejércitos cristinos, dado su ímpetu alocado y sus reiterados actos de desobediencia a los superiores. En 1836, el Ejército del Norte quedó en manos de Luis Fernández de Córdoba como general en jefe. Recibidas órdenes de atacar al enemigo en cualquier situación de ventaja, Espartero ocupó en marzo el puerto de Orduña con fuerzas menguadas, con lo que ganó así una ventajosa posición para el ejército. Ello le valió una nueva Laureada de San Fernando y la posibilidad de efectuar una nueva acción días después sobre Amurrio. Tras las acciones con la III División, al abrir franco el paso a Vizcaya, Fernández de Córdoba lo propuso, muy a su pesar, para el ascenso a teniente general el 20 de junio. Aún le permitió la guerra obtener el acta de diputado por Logroño a las Cortes Generales en las elecciones celebradas el 3 de octubre de 1836 junto a quien sería otro gran adalid del liberalismo, Salustiano de Olózaga. Todavía sería elegido en otras tres ocasiones a lo largo de su vida, aunque no ocupó jamás su escaño y renunció en favor de otras provincias.
En el verano Espartero cayó enfermo y se desplazó a Logroño para recuperarse. Los movimientos liberales en toda España se sucedieron mientras descansaba. Los éxitos militares logrados lo catapultaron finalmente a ser nombrado general en jefe del Ejército del Norte y virrey de Navarra, en sustitución de Fernández de Córdoba. El motín de los sargentos de La Granja, que había colocado a la regente en la necesidad de abandonar el Estatuto Real y dar más protagonismo a los liberales con el restablecimiento de la Constitución de Cádiz de 1812, favoreció también el nombramiento.

### El general en jefe
Alcanzar el grado de general en jefe hizo que el futuro duque de la Victoria moderase su crueldad, limitase sus acciones impetuosas y dedicase un tiempo a reorganizar el ejército isabelino que contaba con dos problemas graves: uno, la necesidad de moverse por un territorio, el carlista, bien asentado, donde las fuerzas leales a María Cristina solo contaban con algunas grandes ciudades y fortificaciones, pero no libertad de movimientos; en segundo lugar, la falta de recursos para equipar las tropas y la ausencia de disciplina interna.

### Bilbao de nuevo: la batalla de Luchana

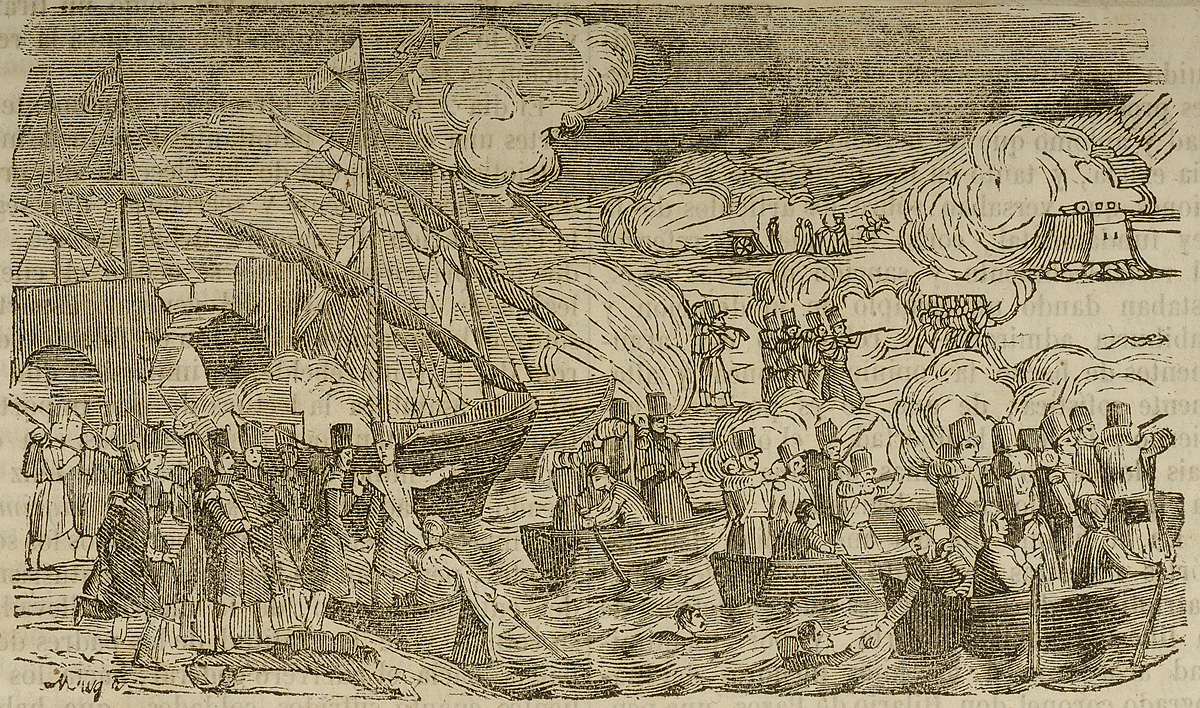
Desarrollo del ataque al puente de Luchana por las tropas de Espartero con el apoyo de la armada británica y española. Grabado, reproducido como xilografía en Panorama Español, 1849.

Casi sin actividad bélica, los carlistas aprovecharon para reorganizarse y volvieron a sitiar Bilbao en 1836 con más fuerzas y mejor organizados que en la primera ocasión. Desde el Ebro y sin usar el camino de Vitoria, Espartero dirigió catorce batallones camino de la capital vizcaína en un viaje lento y tormentoso, concentrándose en el valle de Mena en noviembre, dado que no disponía todavía de información suficiente sobre los posibles movimientos del enemigo. Finalmente, mientras la flota hispano-británica lo esperaba en Castro-Urdiales, consiguió llegar el día 20 de noviembre y embarcar a su ejército, con trescientos jinetes más, camino de Portugalete, donde arribó el 27. Tomó los altos de Baracaldo, pero lo rechazaron los carlistas en el primer intento de entrar en Bilbao. Aunque el 30 la mayoría de los generales aconsejaron a Espartero que abandonase el intento de levantar el sitio, decidió no hacer caso: ordenó construir un puente de barcas sobre el Nervión y el 1 de diciembre el ejército isabelino se encontraba al otro lado, debiendo mantener las posiciones contra el incesante fuego enemigo. El segundo intento de levantar el cerco volvió a fracasar y la moral de la tropa decayó. Falto de dinero, que no llegó hasta mediados de mes, Espartero trazó un plan que le permitió atacar a un tiempo por las dos orillas del Nervión. El 19 de diciembre, los cañones de la Armada Española e inglesa apoyaron la operación de avance y la ciudad fue liberada en una acción meritoria, con Espartero enfermo y a la cabeza, entrando por el puente de Luchana el día de Navidad.
Especialmente satisfecho, un oficial envió según sus instrucciones el siguiente Oficio al Gobierno del que se extrae lo sustancial:

... Las privaciones y sufrimientos de las tropas de mi mando han quedado recompensadas en este día. Ayer a las cuatro de la tarde dispuse la atrevida operación de embarcar compañías de cazadores que se apoderasen de la batería enemiga de Luchana. Al poco tiempo, aunque en medio de una terrible nevada, se ejecutó la operación con el éxito más feliz para la bravura y entusiasmo de aquellas, y eficaz cooperación de la Marina inglesa y Española. El puente quedó en nuestro poder; los enemigos lo tenían cortado; pero a la hora y media ya estaba restablecido. Los enemigos, reuniendo considerables fuerzas, acudieron sobre aquel punto: el combate se empeñó ya de noche: el temporal de agua, nieve y granizo, fue espantoso: la pérdida que experimentó este ejército en las muchas horas de combate fue también de consideración. Los momentos fueron críticos; pero las cargas decididas á la bayoneta nos hicieron dueños de todas sus posiciones, haciendo levantar el sitio de esta villa, en la que he verificado hoy la entrada. Todas sus baterías, municiones é inmenso parque quedó en nuestro poder... Cuartel General de Bilbao, 25 de diciembre de 1836. Excmo. Sr. Baldomero Espartero. Excmo. Sr. Secretario de Estado y del Despacho de la Guerra.

Su victoria en la batalla de Luchana «puso el nombre de Espartero en labios de todo el mundo, al menos en la España liberal, y lo convirtió en objeto de pinturas, innumerables artículos en periódicos, de discursos parlamentarios y también sin duda, de conversaciones de café. Según Antonio Espina [biógrafo de Espartero], tras Luchana, Espartero "adquirió proporciones épicas". Fue un regalo de Navidad idóneo para la causa liberal. Para el pueblo se convirtió en la "Espada de Luchana", y posteriormente recibió el título de conde de Luchana».
- Wikisource contiene obras originales de o sobre Baldomero Espartero.

### Hacia el final de la guerra: el «Abrazo de Vergara»
Después de Luchana, la balanza de la guerra se inclinaba a favor del ejército gubernamental. Las fuerzas leales a Isabel II eran superiores en número y capacidad operativa. Desde Bilbao, Espartero se trasladó por el norte del País Vasco hasta Navarra, concentró y organizó a las tropas, se dirigió al Maestrazgo y se vio obligado a enfrentarse con la denominada Expedición Real encabezada por el pretendiente carlista, último intento de este de conquistar Madrid y obtener la victoria en la guerra. Espartero les alcanzó a las puertas de la capital, donde se libró la batalla de Aranzueque con victoria del general "isabelino". El éxito lo colocó en una posición dominante entre los liberales, pero también entre todos los ciudadanos agradecidos por haberles salvado de la incursión y haber provocado el desmoronamiento del ejército enemigo. Los homenajes y agradecimientos públicos y privados convencieron a Espartero de que la popularidad obtenida era un equipaje muy valioso para alcanzar el poder político.
En 1837, entre el 18 de agosto y el 18 de octubre, ocupó el cargo de Presidente del Gobierno.
Entre 1837 y 1839 continuó su lucha contra las tropas carlistas en Peñacerrada, en Ramales —que se llamó Ramales de la Victoria desde entonces— y en Guardamino.
Fomentó la división entre los carlistas y firmó la paz, promovida muy activamente por el representante militar de Gran Bretaña en Bilbao, lord John Hay, con el general carlista Rafael Maroto mediante el Convenio de Oñate el 29 de agosto de 1839, confirmado con el abrazo que se dieron estos dos generales dos días más tarde ante las tropas de ambos ejércitos reunidas en los campos de Vergara, acto que se conoce como el Abrazo de Vergara.
El acuerdo entre Espartero y Maroto sellado con el "abrazo de Vergara" el 31 de agosto de 1839 consistía en que los carlistas depondrían las armas a cambio de que los oficiales y soldados de su ejército se incorporaran al ejército regular y que los fueros de Guipúzcoa, Álava, Vizcaya y Navarra serían respetados por el gobierno. La idea de utilizar los fueros para alcanzar la paz parece que surgió a principios de 1837, aunque se discute de quién partió —Antonio Pirala en su Historia del Convenio de Vergara publicada en 1852 se la atribuyó a Eugenio de Aviraneta—.
La firma del acuerdo de paz con Maroto había sido contestada por muchos sectores carlistas, entre los que se encontraba el general Ramón Cabrera que, refugiado en el Maestrazgo, plantó cara a Espartero hasta que fue derrotado con la conquista de Morella el 30 de mayo de 1840, acción por la cual la reina Isabel le concedió el título de duque de Morella y el Toisón de Oro. Cabrera huyó hacía Cataluña con la mayor parte de los restos del Ejército del Norte, perseguido por el general Leopoldo O'Donnell.
El final victorioso de la guerra carlista le valió la dignidad de grande de España y el título duque de la Victoria, amén de los de duque de Morella, conde de Luchana y de vizconde de Banderas. Muchos años más tarde, en 1872, el rey Amadeo I le concedió también el de príncipe de Vergara, con el tratamiento aparejado de Su Alteza Real. Posteriormente, este otorgamiento fue confirmado por el rey Alfonso XII.

## El político liberal

Escudo personal de Espartero como príncipe de Vergara.

Aunque en 1826, durante la década ominosa, denunció una conspiración liberal que estaba siendo organizada en Londres por unos «traidores» dirigidos por el general exiliado Espoz y Mina para derribar la monarquía absoluta de Fernando VII, tras la muerte de este, Espartero siempre fue partidario del liberalismo frente al absolutismo. Sin embargo, nunca puso por escrito su ideario y «su pensamiento político nunca fue más allá de unos vagos pronunciamientos sobre la libertad y las constituciones, así como la lealtad a la monarquía, que pueden resumirse en un lema que él mismo hizo famoso: "Cúmplase la voluntad nacional"». Otra de las frases que resumen su pensamiento político fue que lo que deseaba para España era la «libertad apropiadamente entendida», cuyo modelo era la monarquía constitucional británica, porque allí «se respeta como un derecho la reunión y la petición con el fin de conocer la opinión y evitar la fuerza que lleva consigo un cambio repentino que aquí se llama revolución». Su primera declaración política apareció implícita en un poema escrito para celebrar el restablecimiento de la Constitución de 1812 tras el motín de los sargentos de La Granja en agosto de 1836:

Entre el más inaudito despotismo

La madre España ha poco se veía

Y rodeada de hijos ambiciosos

Del bien particular que los domina.

Ni aun hallaba consuelo en la esperanza

De recobrar su libertad perdida.

Arrojada a sus pies y ya disuelto

El mejor de los códigos yacía.

Destrozadas sus páginas hermosas

Que al pueblo español hicieron libre un día.

Y el noble agricultor, el comerciante,

Las doctas Musas y la industria activa

Testigos eran de su amargo llanto,

Que fieles a imitarles concurrían.

En esto, de la fama diligente

Se oyen los ecos, que pidiendo albricias,

Publican que por los pueblos de Iberia

Logran su libertad apetecida.

Siempre mostró una lealtad total a la reina Isabel II, hasta el punto de que al final del bienio progresista no quiso encabezar la resistencia al golpe moderado porque eso podría poner en peligro a la monarquía isabelina y «yo, monárquico y defensor de esa augusta persona, no quiero ser cómplice de su destronamiento»; incluso permaneció un tiempo en Madrid, antes de retirarse a Logroño, a petición expresa de la reina con el fin de sofocar una revuelta que en la ciudad había «tomado por bandera la persona de VE». Esta lealtad se mantuvo también después de haber sido destronada en la Revolución Gloriosa de 1868 defendiendo los derechos al trono de su hijo, el futuro Alfonso XII.
En su actuación como político también influyó su condición de militar, pues siempre pensó que la vida política podía manejarse militarmente, como le comentó en una carta a su esposa en noviembre de 1840:

No hagas caso de periódicos ni matices; con la Constitución se manda como con la ordenanza; cuando el que manda es justo y firme y cuando no se separa de la ley, nadie debe arredrarle y nada lo detendrá en la marcha... Yo no hago caso de matices ni de papeles porque yo soy la bandera española y a ella se unirán todos los españoles.

Esta forma de entender el gobierno se puso de manifiesto cuando en octubre de 1841 ordenó fusilar a los generales y políticos comprometidos en un intento de golpe de Estado que incluía el rapto de la reina Isabel II, de once años de edad, y entre los que se encontraba el joven general Diego de León.

### Espartero regente de España (1840-1843)

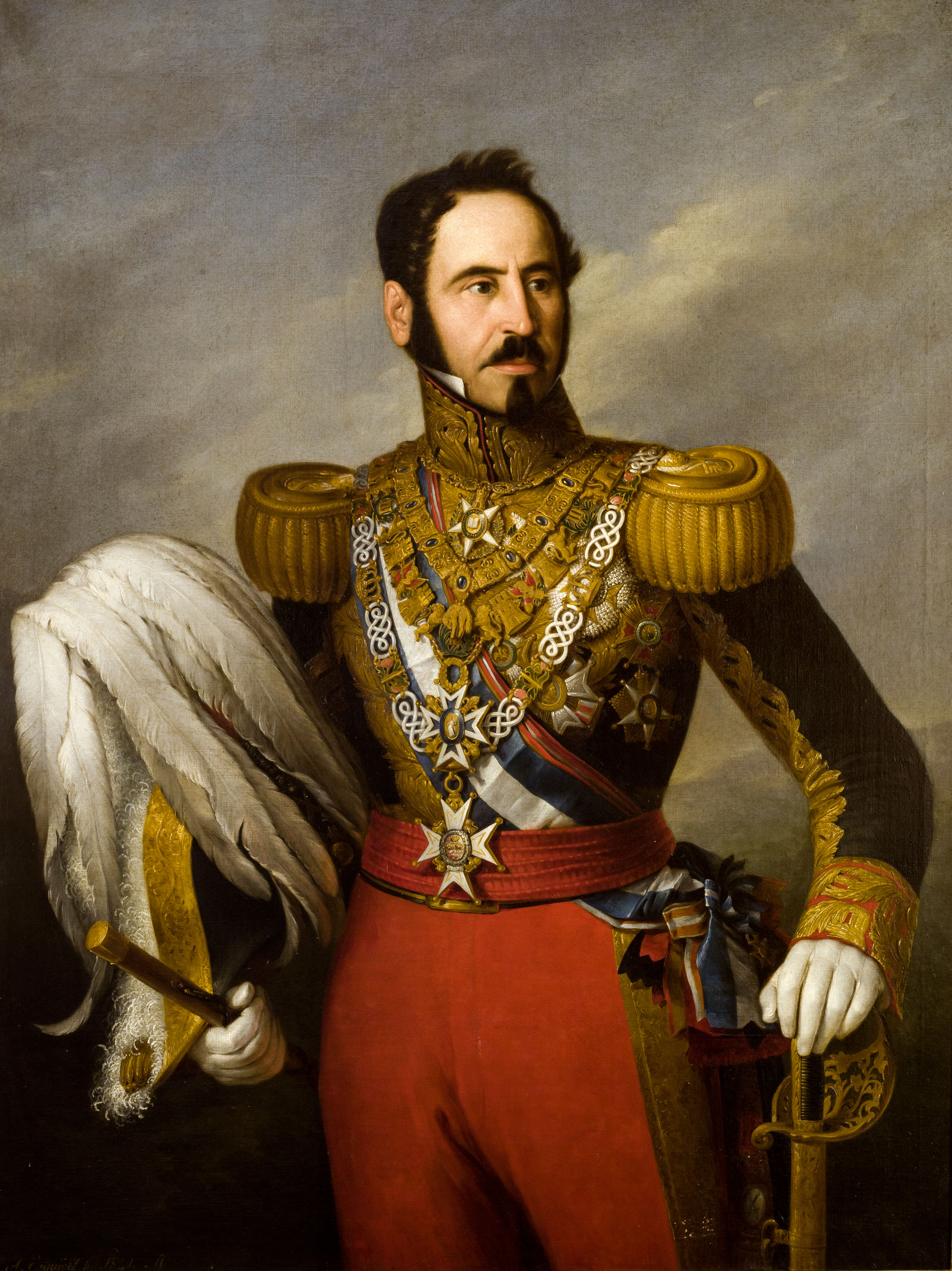
Retrato de Baldomero Espartero (1841) por Antonio María Esquivel. Ayuntamiento de Sevilla.

Sus éxitos militares durante la guerra carlista —la batalla de Luchana de diciembre de 1835 con la que rompió el sitio de Bilbao; el abrazo de Vergara que puso fin a la guerra en el norte— le proporcionaron una enorme popularidad, rayana en la idolatría especialmente entre las clases bajas —para el pueblo Espartero era la «Espada de Luchana» y, tras su victoria en la guerra, pasó a ser el «Pacificador de España»—. Así relata un diplomático estadounidense la entrada en Madrid de Espartero el 29 de septiembre de 1840:

Su entrada fue celebrada con la más entusiasta acogida; durante tres días los festejos continuaron a una escala de regia magnificencia —las calles iluminadas, las casas adornadas con colgaduras, arcos triunfales erigidos en el Prado, y una airosa columna con los símbolos adecuados en la Puerta del Sol—, además de espectáculos dramáticos y corridas de toros, a los cuales los espectadores fueron invitados con entradas para reunirse con él.

Estas muestras de entusiasmo se repitieron en otros lugares como cuando llegó a Valencia el 8 de octubre y la multitud desenganchó los caballos de su carruaje y se puso a tirar de él por las calles de la ciudad.
La entrada en la vida política se produjo tras la victoria de Luchana cuando tanto moderados como progresistas le ofrecieron formar parte del gobierno ocupando el Ministerio de Guerra, pero él se negó porque la Guerra aún no había concluido. Su decantamiento por los progresistas, según Jorge Vilches, se debió a que el gobierno del moderado Evaristo Pérez de Castro no aprobó la petición de Espartero de que su ayudante Linage fuera ascendido a mariscal de campo, aunque también pudieron influir sus enfrentamientos con el general moderado Ramón María Narváez que venían desde años atrás, cuando no se le suministraban las mismas tropas, material y fondos que al Espadón de Loja.
Las incursiones de Espartero en política desde 1839 eran duramente contestadas por la prensa moderada. Consciente de su poder y opuesto al conservadurismo de María Cristina, tras las revueltas de 1840 consiguió ser nombrado presidente del Consejo de Ministros, pero el insuficiente apoyo lo obligó a dimitir. Espartero lideraba sin oposición el Partido Progresista y necesitaba una mayoría suficiente en las Cortes. El motín de la Granja de San Ildefonso había llamado la atención a los moderados sobre la fortaleza de los liberales y, por tanto, del propio Espartero. Así, el enfrentamiento con la regente acerca del papel de la Milicia Nacional y de la autonomía de los Ayuntamientos concluyó en una sublevación generalizada contra María Cristina en las ciudades más importantes —Barcelona, Zaragoza y Madrid, las más destacadas— y en la renuncia y entrega de esta de la Regencia y custodia de sus hijas, incluida la reina Isabel, en manos del general.
Espartero alcanzó la regencia mientras María Cristina marchaba al exilio en Francia. No obstante, el Partido Progresista se encontraba dividido respecto a cómo ocupar el espacio dejado por la madre de Isabel II. Por un lado, los llamados trinitarios abogaban por el nombramiento de una Regencia compartida por tres miembros. Por otro, los unitarios capitaneados por el propio Espartero mantenían la necesidad de una Regencia unipersonal sólida. Finalmente, Espartero fue elegido el 8 de marzo de 1841 regente único del Reino por 169 votos de las Cortes Generales contra 103 votos que obtuvo Agustín Argüelles. La fortaleza del general le permitió alcanzar la Regencia no sin antes haberse enemistado con una parte significativa del Partido Progresista que veía en el general un autoritarismo latente, teniendo que haber utilizado incluso parte de los votos moderados para alcanzar la regencia única.

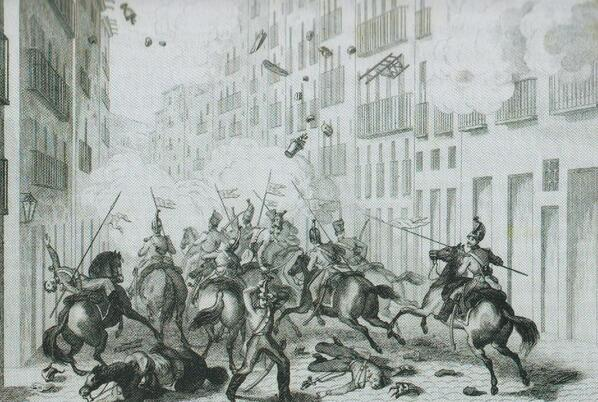
Revuelta en Barcelona de 1842.

Su modo de gobernar personalista y militarista provocó la enemistad con muchos de sus partidarios. Esta situación de tensión interna entre los progresistas fue aprovechada por los moderados con el levantamiento de O'Donnell en 1841, que se saldó con el fusilamiento de algunos destacados y apreciados miembros del ejército, como Diego de León. Con posterioridad, el alzamiento de Barcelona en noviembre de 1842, provocado por la crisis del sector algodonero, fue reprimido con dureza por el regente al bombardear la ciudad el capitán general Antonio Van Halen el 3 de diciembre con cuantiosas víctimas. Se le atribuye la famosa frase «A Barcelona hay que bombardearla al menos una vez cada cincuenta años», pero según el historiador Adrian Shubert la frase es «sin duda» un «mito», «legado del nacionalismo reciente», existiendo un «fuerte culto a Espartero en Cataluña que duró treinta años después del bombardeo de Barcelona». El entonces coronel Prim, que ya le había acusado de favorecer los tejidos ingleses al no imponerles fuertes aranceles y del que se acabó de distanciar tras el bombardeo, se sublevó en Barcelona; el general Narváez desembarcó en Valencia y marchó a Madrid, donde más tarde se le uniría Prim.
En 1843 se vio obligado a disolver las Cortes, ante la hostilidad de las mismas. Narváez y Serrano encabezaron un pronunciamiento conjunto de militares moderados y progresistas, en el que las fuerzas propias del regente se pasaron al enemigo en Torrejón de Ardoz. Sevilla se sublevó en julio y fue bombardeada por las fuerzas de Van Halen y, a partir del día 24, por Espartero en persona.

### Exiliado en Inglaterra (1843-1848)
Tras huir por El Puerto de Santa María, marchó al exilio en Inglaterra el 30 de julio. Las nuevas autoridades ordenaron que, de ser hallado en la península, fuera «pasado por las armas» sin esperar otras instrucciones. Pero las maniobras de Luis González Bravo y del propio Narváez contra los progresistas, en especial contra Salustiano Olózaga, hicieron que estos no tardaran en reclamar de Espartero, exiliado, el liderazgo de los liberales. En Inglaterra Espartero vivió una vida austera, aunque era agasajado constantemente por la Corte británica y toda la nobleza. No perdió de vista la política nacional y, sin duda, buena parte de las acciones civiles y militares de los progresistas en este periodo contaron con su beneplácito.
Espartero fue recibido en Inglaterra con gran efusión, ya que su fama no se limitaba a España —había sido condecorado por varios monarcas extranjeros: la reina Victoria le concedió la Orden del Baño; el rey Luis Felipe de Orleans la Legión de Honor francesa; la reina María II de Portugal, la Orden de la Torre—. Solo un día después de su llegada a Londres, según relató el diario The Times «su hotel fue literalmente sitiado por visitantes de todos los rangos. El duque de Wellington estuvo entre los primeros en hacer una visita a Su Excelencia». También fueron a visitarle el conde de Clarendon y sir Robert Peel y fue invitado a cenar por lord Palmerston, entre otros. Fue recibido en audiencia por la reina Victoria y el 26 de septiembre de 1843 el alcalde de Londres organizó una cena en su honor en la Mansion House, durante la cual pronunció un discurso —que tuvo ser aprobado tras un larguísimo debate por la Cámara de los Comunes.
Mientras, en España el editor Benito Hortelano Balvo publicó una biografía por capítulos de Espartero, escrita por Carlos Massa Languinete, que tuvo un enorme éxito. El propio Hortelano recordó en sus memorias la popularidad de la que seguía gozando Espartero a pesar de su exilio:

Los madrileños no solo eran grandes entusiastas del general, sino también fanáticos admiradores. Durante su exilio en Londres, todas sus esperanzas fueron puestas en él. Era su salvador, su ídolo; no podían contemporizar con los moderados, porque habían condenado al ostracismo al Mesías del pueblo.

La Constitución moderada de 1845 no aseguró la estabilidad política. Antes al contrario, la distancia entre liberales progresistas y moderados se agrandó. Isabel II, aconsejada por su madre, trató de acercar a Espartero de nuevo hacia la Corona, sabedora de que, más temprano que tarde, habría de contar con un hombre admirado por su pueblo y de tan importante influencia. Así, el 3 de septiembre de 1847, el entonces presidente del Gobierno, Joaquín Francisco Pacheco, le expidió el Decreto por el cual la reina lo nombraba senador y, poco más tarde, embajador plenipotenciario en Gran Bretaña. Era el tiempo de la reconciliación.

### Reconciliado con la reina: el bienio progresista (1854-1856)

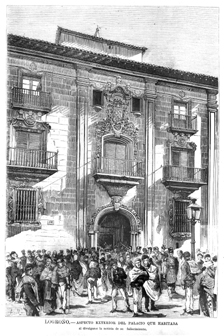
La vivienda de Espartero en Logroño. La Ilustración Española y Americana. Madrid, 1879.

En 1848 fue restituido en sus honores y regresó a España, refugiándose en Logroño y abandonando la vida pública. De esta forma cumplió un deseo que ya manifestó al inicio de la regencia en una carta escrita a su esposa en la que le decía que cuando lograra «consolidar el trono de Isabel, la Constitución, jurada la paz, la prosperidad e independencia de mi patria» emplearía el resto de su vida «en plantar árboles en la Fombera y mejorar a Logroño como un simple ciudadano».
Sin embargo, durante el retiro en Logroño su popularidad no decayó, como lo destacó el editor de su biografía Benito Hortelano que fue a visitarlo tras su vuelta del exilio y se encontró con su casa rodeada por la multitud, «un inmenso pueblo que día y noche se instaló con objeto de ver al caudillo del pueblo, si alguna vez salía o se asomaba al balcón; una mirada de él hubiera sido suficiente para electrizar a aquella población».
Reapareció en la vida pública en el bienio progresista de 1854-1856 junto a Leopoldo O'Donnell después del triunfo de la revolución de 1854. Durante esos dos años fue nuevamente presidente del Consejo de Ministros de España. Antes de volver a la política activa lanzó esta breve proclama a sus conciudadanos de Logroño:

Riojanos: me separo de Logroño, mi pueblo adoptivo, porque la Patria y su libertad reclaman mi presencia en la invicta Zaragoza. Me llevo el grato recuerdo de siete años en que he sido vuestro conciudadano. Un solo encargo os dejo: Obedeced a la patriótica Junta que ha sido instalada en este día, respetad sus disposiciones y conservad el orden, garantía segura del triunfo.

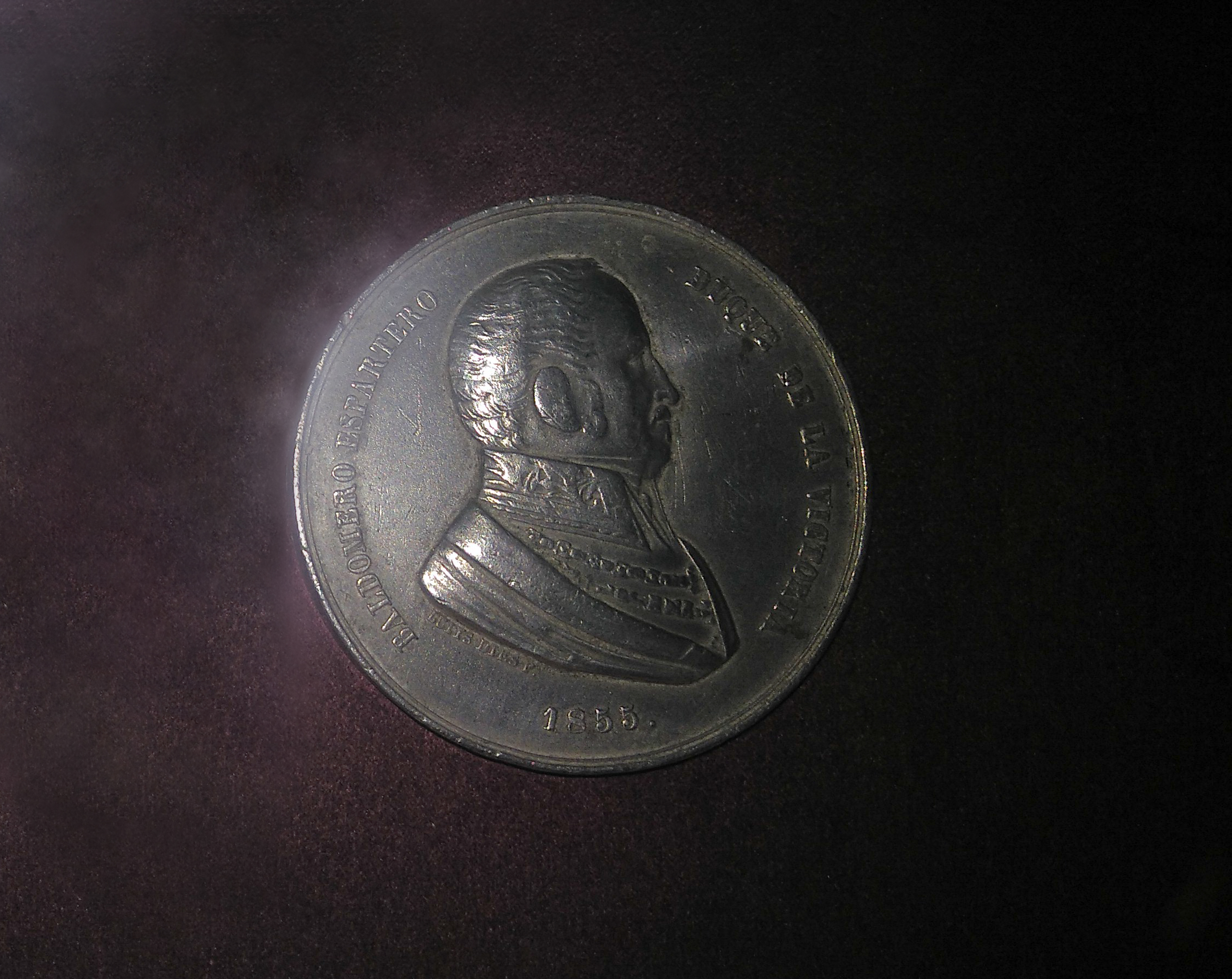
Anverso de medalla con la efigie de Baldomero Espartero. Leyenda: Baldomero Espartero, Duque de la Victoria, 1855.

Una prueba de que Espartero mantenía intacta su popularidad después de cinco años de exilio y de seis retirado en Logroño la ofrece el embajador británico en Madrid que declaró:

No hay duda de que las clases bajas de Madrid, Zaragoza y la mayoría de las principales ciudades son esparteristas... Al igual que Napoleón en Francia, su retrato es universal en las barracas de los pobres, y es el único.

En el mismo sentido se expresaron otros representantes diplomáticos y también observadores y políticos españoles como Fernando Garrido, líder del Partido Demócrata y pionero del socialismo español:

La revolución triunfante, la soberanía nacional, no pueden ser dignamente representadas sino por el soldado de la Libertad, por el hombre del Pueblo, por el ciudadano que escribiera en su bandera cuando el pueblo armado le ofrece la dictadura: Cúmplase la Voluntad Nacional.

Espartero también fue considerado como el símbolo de la lucha de la clase obrera, incluso en Barcelona, ciudad que había ordenado bombardear dieciséis años antes. Así en la huelga de las selfactinas entre julio y diciembre de 1854 los obreros decían: «Y perque nols engañen / dos pilars hi han posat / lo un es Espartero / i l'altre la Societat». Y cuando se declaró la huelga general en 1855 y una delegación obrera se preparaba para salir hacia Madrid, se elaboró un manifiesto que concluía con un «¡Viva Espartero! ¡Viva la Milicia Nacional! ¡Viva la libertad! ¡Viva la libre asociación, orden, trabajo y pan!».
Pero el propio O'Donnell terminó por desplazarlo del poder con su proyecto de Unión Liberal, tramando desde su puesto como ministro de la Guerra cuanto convenía a sus intereses. Espartero ya no era el hombre capaz de agotarse hasta el extremo y comprendió que la reina Isabel había colocado, al decir de Romanones, «dos gallos en el mismo gallinero» para mantener a dos de los más prestigiosos generales de su lado.

### Retiro en Logroño (1856-1879)

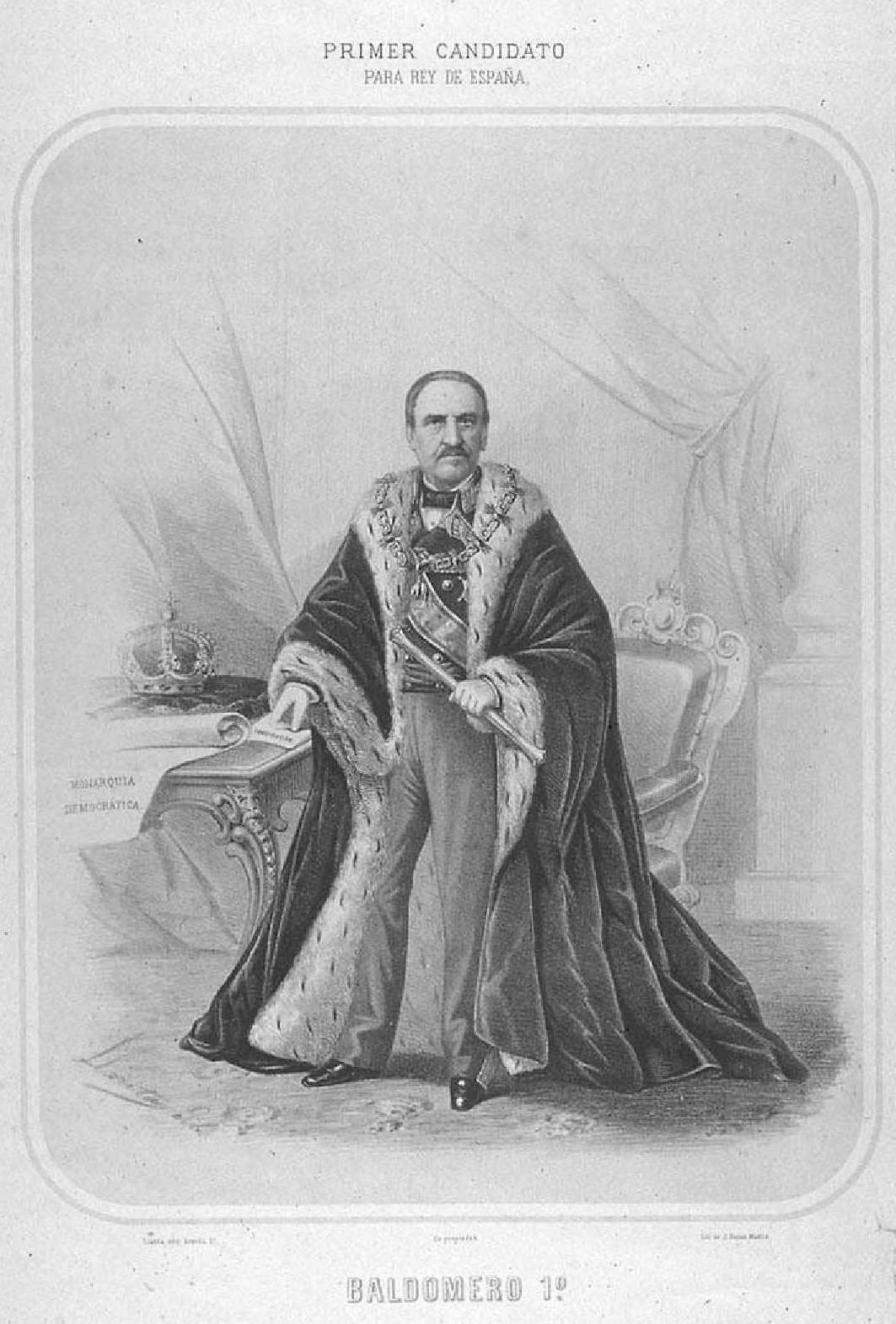
Retrato de Baldomero Espartero, litografía de Santiago Llanta y Guerin. Inscripción: «Primer candidato para rey de España/ Baldomero 1.º». Biblioteca Nacional de España.

Tras abandonar definitivamente el gobierno del Bienio Progresista, Espartero jamás tuvo intención de volver. Cualquiera que se aproximase a tener noticias, recibir consejo, informarse para una obra histórica, era bien recibido. Él mismo era consciente de que su tiempo había pasado, pero disfrutaba de la compañía de antiguos compañeros de armas, diputados liberales, nobles ingleses que pasaban por España visitándole para recordar los tiempos del exilio en Inglaterra.

#### Una corona para el militar
Cuando fue destronada la reina Isabel II por la Revolución de 1868, Juan Prim y Pascual Madoz le ofrecieron la Corona de España, cargo que no aceptó. Los años habían hecho mella en su persona y no se consideraba con fuerzas para tan alta empresa. La ciudadanía y buena parte de la prensa liberal reclamaba al viejo general septuagenario para ser proclamado rey. Panfletos, artículos —sobre todo en los diarios La Independencia y El Progreso— e incluso canciones con mejor o peor fortuna y gusto pedían en las grandes ciudades que se ofreciera al general la Corona.
Una de las canciones populares en favor de Espartero como nuevo rey de España decía así:

Dichosa sería España

bajo demócrata mando,

altivo, no tolerado,

la corona en sien extraña;

de los Borbones la saña

olvidar nunca debemos,

Montpensier, no lo queremos,

Espartero es popular,

Rey lo debemos alzar.

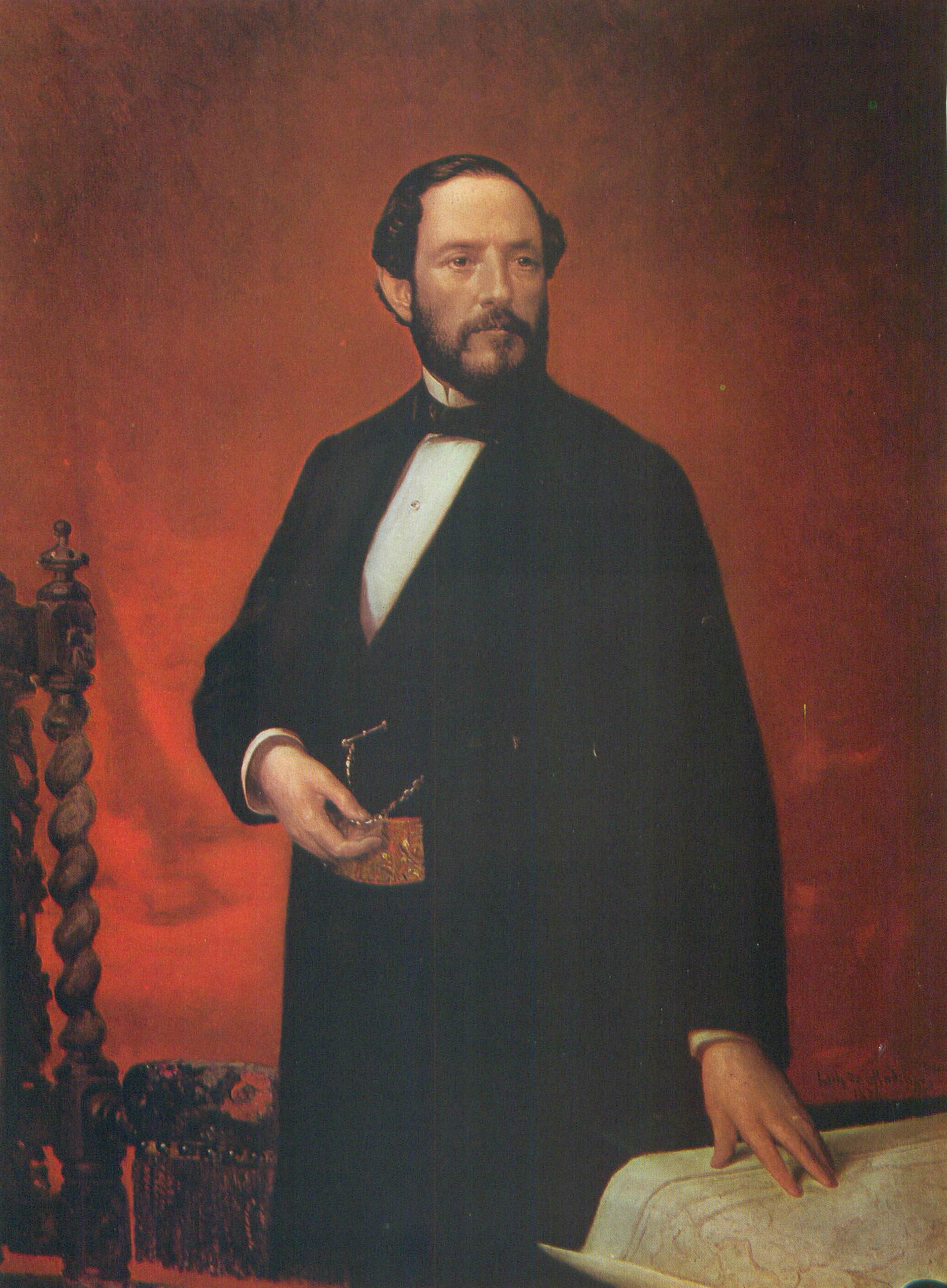
Juan Prim y Prats.

En la primavera de 1870, una comisión de diputados viajó camino del retiro del general en Logroño para pedirle que aceptara la empresa. Portaban una carta del entonces presidente del Consejo, Juan Prim, en la que se leía:

Madrid, 13 de mayo de 1870. Serenísimo Señor: el Gobierno del Regente considera llegado el momento de dar una solución definitiva al momento que atravesamos. Los dignos ministros que componen el Gobierno que tengo el honor de presidir anhelamos el bien de la patria y la consolidación de sus libertades. Sabido es que al resolver la cuestión de Monarca amigos y apasionados de V.A. se acordaron de los servicios prestados a la causa constitucional por el pacificador de España. Para este caso, y, según lo he hecho autorizado por el Gobierno, como lo estoy en esta ocasión presente, en todas las candidaturas anteriormente iniciadas, con los respetos debidos, desearía saber si podría contarse con la aceptación de V.A. para Rey de España en el caso de que las Cortes Constituyentes y soberanas se dignaran elegirle. El Gobierno no patrocina ninguna candidatura, dejando a la Asamblea la más completa libertad. Tiene, sin embargo, el deber de evitar que las pasiones se agiten inútilmente si no hubiese de aceptar el candidato que las Cortes elijan. V.A. conocerá cuán elevado y patriótico es el pensamiento que, en nombre del Gobierno, me obliga a dirigir a V.A. esta carta, de la que es portador mi antiguo amigo y Diputado a Cortes el Excmo. Sr. D. Pascual Madoz, quien ciertamente es una de las personas más adictas a V. A. Queda de V. A. con las más distinguida consideración, su afectuoso y muy respetuoso servidor, Firmado: El Conde de Reus. A. S. A. Serenísima y Capitán General del Ejército don Baldomero Espartero, Duque de la Victoria.

La carta, pues, invitaba a ser candidato, más que a ser rey, con la prevención de que no se sublevase si no era elegido. Tal era el temor que el viejo capitán general todavía producía en las filas de algunos mandos del Ejército. Envió una breve respuesta negativa y cortés a Prim —en la que le decía «que no me sería posible admitir tan elevado cargo porque mis muchos años [75] y mi poca salud no me permitirían su buen desempeño»— y a Nicolás Salmerón, que encabezaba la delegación parlamentaria, le expresó, entre otras cosas:

... al trasmitir ustedes la expresión de mi gratitud al general Prim y demás amigos que en mí pusieron las miras con tan alto pensamiento, díganles de mi parte que la abandonen por completo y que alarguen el paso en el camino de la constitución monárquica del país. Que desistan de traer al solio español a ningún príncipe extranjero porque eso sería prolongar la peligrosa interinidad en que vivimos...

Les advertía así sobre el alcance funesto que podía tener para España una monarquía extranjera y la frustración que entre el pueblo eso iba a generar.
Tras el fracaso de la monarquía democrática de Amadeo I que dio paso a la Primera República Española, parece ser que fue sondeado para que aceptara la presidencia de la República, si bien Espartero la rechazó.

#### Cumplimentado por sucesivos jefes de Estado

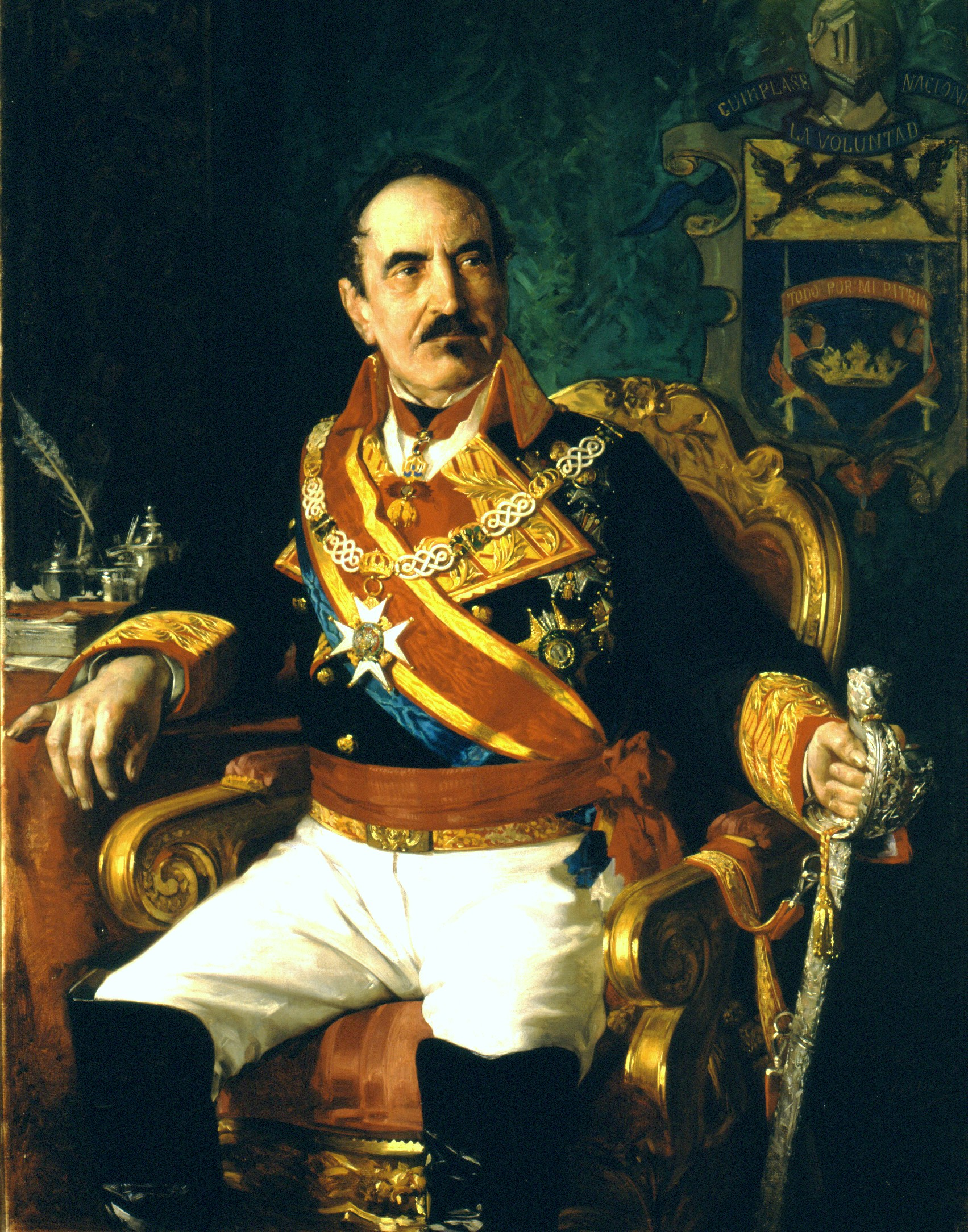
Baldomero Espartero, por José Casado del Alisal (1872), obra albergada en el Palacio de las Cortes.

Elegido Amadeo de Saboya como rey de España, en septiembre de 1871 anunció públicamente su voluntad de acudir a visitar al general Espartero en su residencia de Logroño. Se desconoce si fue aconsejado para hacerlo, pero en el convulso periodo del Sexenio Democrático y con un rey atípico elegido en Cortes, pareció conveniente al monarca ganarse la confianza de quien era una leyenda del liberalismo.
El propio duque de la Victoria fue a recibirlo a la estación de ferrocarril vestido con traje de gala como capitán general, acompañado de autoridades civiles y militares de la ciudad y recorrieron juntos el trayecto hasta la casa del duque en medio del júbilo de la población que aclamó a ambos. Pasó dos días alojado el monarca en la residencia de Espartero y apenas tuvo más contacto con la población que asistir a dos actos protocolarios. Se desconoce el contenido de las conversaciones durante el tiempo que estuvieron juntos, pero Espartero, cuando lo acompañó de regreso a la estación de tren, dio muestras de alegría, respeto y lo trató como rey legítimo de los españoles, reconocimiento que muy bien podría ser el que buscaba Amadeo. A su vuelta a Madrid, el rey le concedió el título de Príncipe de Vergara (2 de enero de 1872), con tratamiento de Alteza Real.

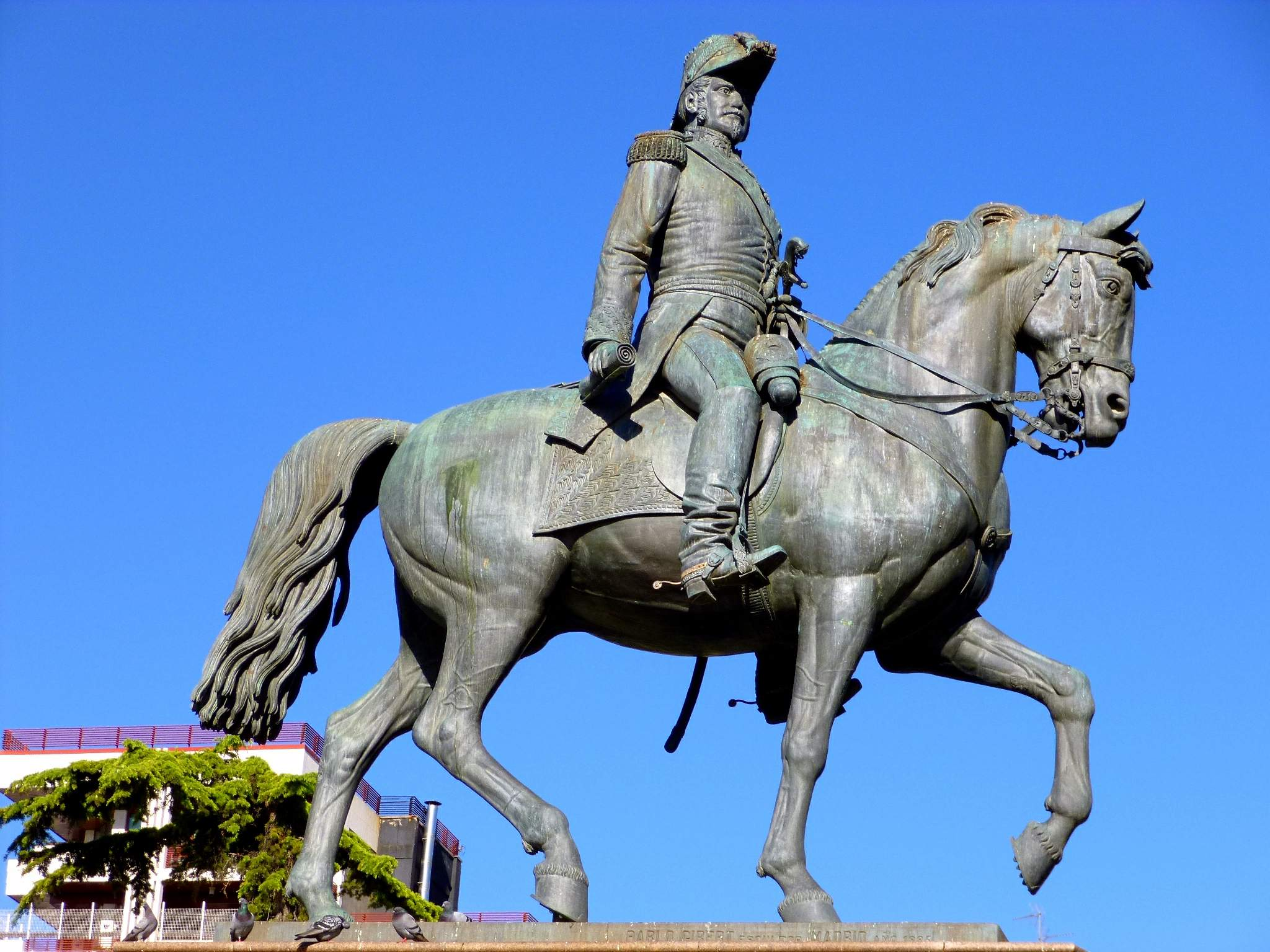
Estatua ecuestre de Espartero en el Paseo del Espolón de Logroño.

Aún recibiría en su hogar al propio Estanislao Figueras tras la proclamación de la Primera República Española y a otro rey que vendría a cumplimentarlo por tres veces: Alfonso XII.
El rey Alfonso acudió por vez primera el mismo año de su elección, el 9 de febrero de 1875, acompañado del ministro de Marina y también pasó, como Amadeo, la noche en casa del duque. La delicada salud del viejo general le impidió acudir a recibir al monarca, que encontró a un hombre envejecido, pero que guardaba parte de sus antiguas fuerzas. El rey le comunicó la concesión de la Gran Cruz de San Fernando, a lo que el propio Espartero hizo buscar entre sus condecoraciones alguna de las ganadas con anterioridad y quiso imponérsela a Alfonso XII para, en sus propias palabras.

... recuerde que el Rey Constitucional, a más de valeroso debe ser justo y fiel custodio de las libertades públicas, con lo que asegurará la felicidad del pueblo y logrará captar su amor...

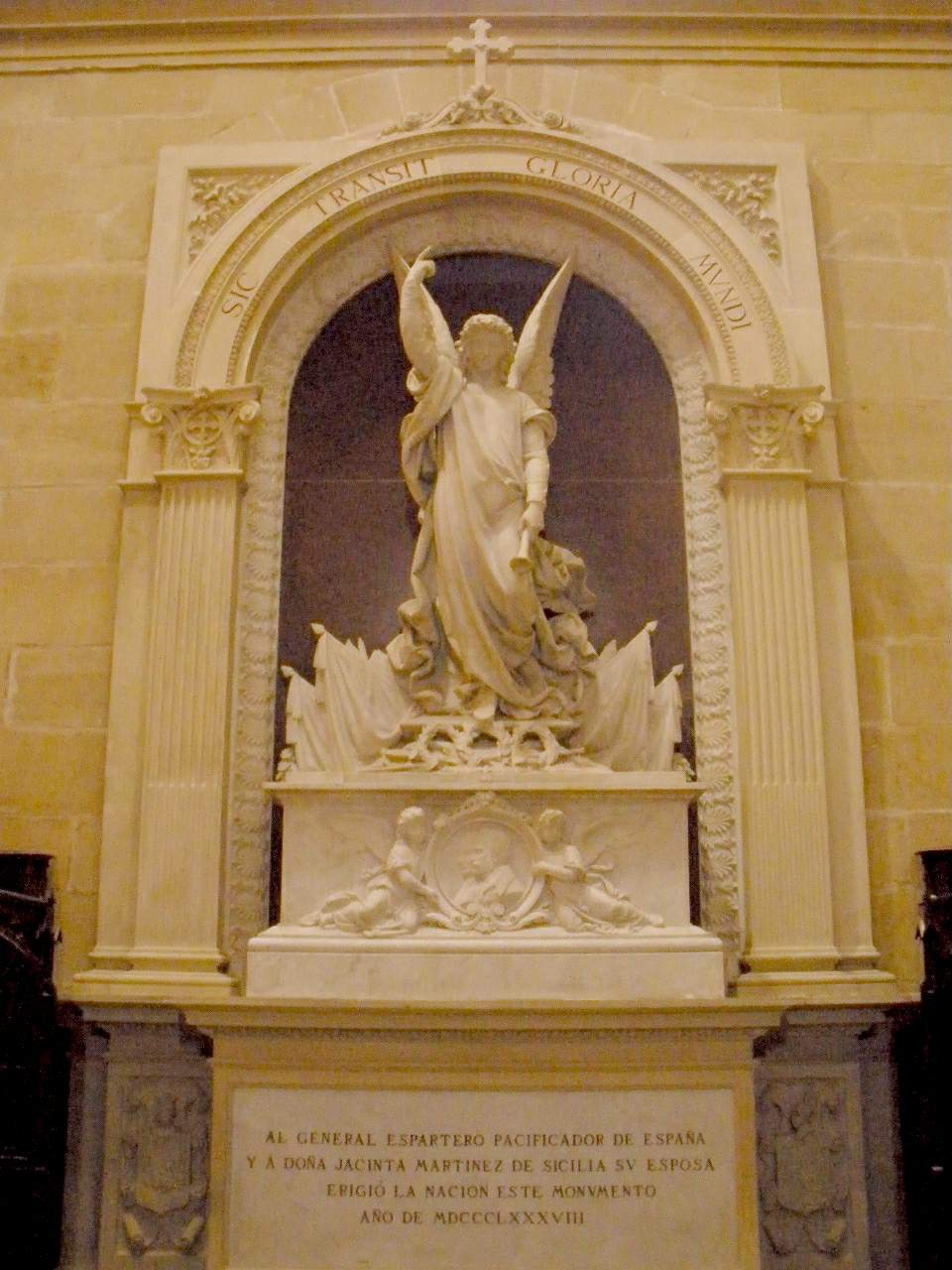
Tumba de Espartero en la catedral la Redonda de Logroño.

Regresó el monarca el 6 de septiembre de 1876 para comunicar al victorioso general de la Primera Guerra Carlista que, nuevamente, el carlismo había sido vencido, y tiempo después, el 1 de octubre de 1878, celebrándose una ceremonia religiosa por las almas de las esposas de ambos, fallecidas hacía poco tiempo.

#### Últimos años
Pasó los últimos años de su vida en su hogar, rodeado del afecto de sus paisanos, como referente de muchos de los políticos de la época. Su conocida altanería dio paso a un hombre de Estado, consejero para todos y que manifestó en cuantas ocasiones pudo, su deseo de que las desavenencias entre las distintas facciones políticas no se solventasen más por la vía de las armas. La muerte de su esposa Jacinta lo sumió en un profundo pesar y ya no atendió más que a su propio final.
Su testamento había sido otorgado el 15 de junio de 1878, apenas seis meses antes de fallecer y poco después de la muerte de su esposa. Al no tener hijos, Espartero nombró heredera universal a su sobrina Eladia Espartero Fernández y Blanco, por quien sentía gran predilección. La herencia, constituida por una gran fortuna, iba acompañada de todos los títulos y honores.
Al resto de sobrinos y al personal de su casa les dio mandas y legados, y a su antiguo ayudante, el marqués de Murrieta, le otorgó la espada con la que Bilbao lo obsequió y la estatua ecuestre que le regaló la ciudad de Madrid, además de otras pertenencias militares menores.

## Memoria histórica

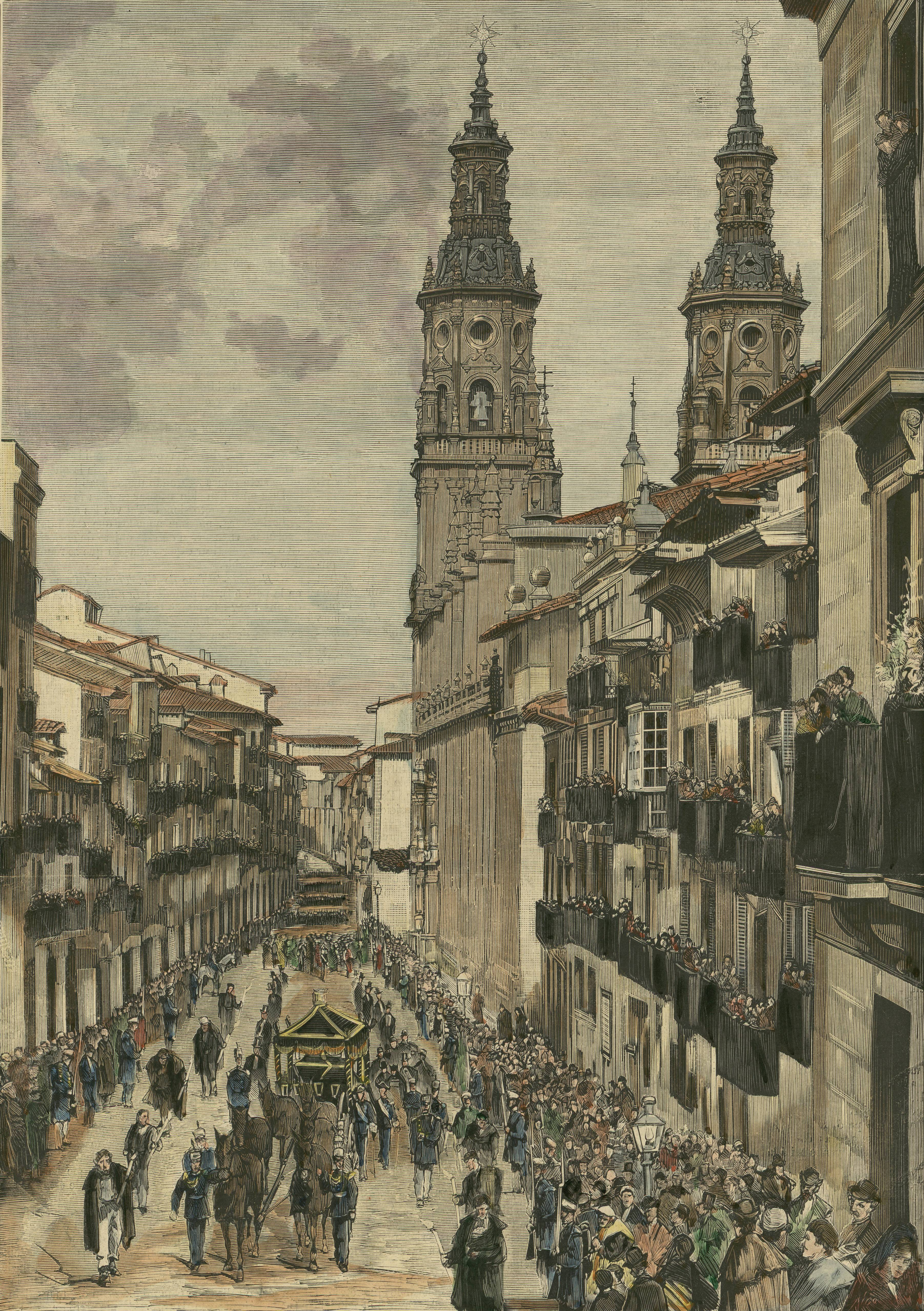
Paso del entierro de Espartero por la calle del Mercado, en Logroño.

El funeral del general fue sufragado por el Estado y sus restos recibieron el protocolo debido a un capitán general fallecido en acto de servicio, a pesar de llevar mucho tiempo retirado de la vida militar y política activas. El gobierno de Cánovas del Castillo designó el mayor número posible de soldados para que participara en la ceremonia. Poco después se le erigió en Madrid una estatua sufragada con fondos públicos, que «representase al insigne Príncipe de Vergara como pacificador de España, título que condensa todas sus altas dotes, los actos de su gloriosa vida y explica el fervoroso y perdurable reconocimiento de la patria». Sin embargo, fracasó este intento por parte de las élites de la Restauración borbónica de utilizar la figura de Espartero para «nacionalizar a las masas», ya que cuando murió a los ochenta y seis años de edad «su recuerdo se había perdido sustancialmente entre la mayoría de la población». En la crónica de su funeral, La Ilustración Española y Americana señaló que era «vagamente recordado por el pueblo». Miguel Maura relata que, durante los primeros días de la Segunda República Española, se encontró con una multitud que intentó derribar la estatua ecuestre situada frente al Retiro; alguien gritó: «Vamos a ejecutar a ese tío», a lo que él respondió que «ese tío había sido un liberal».

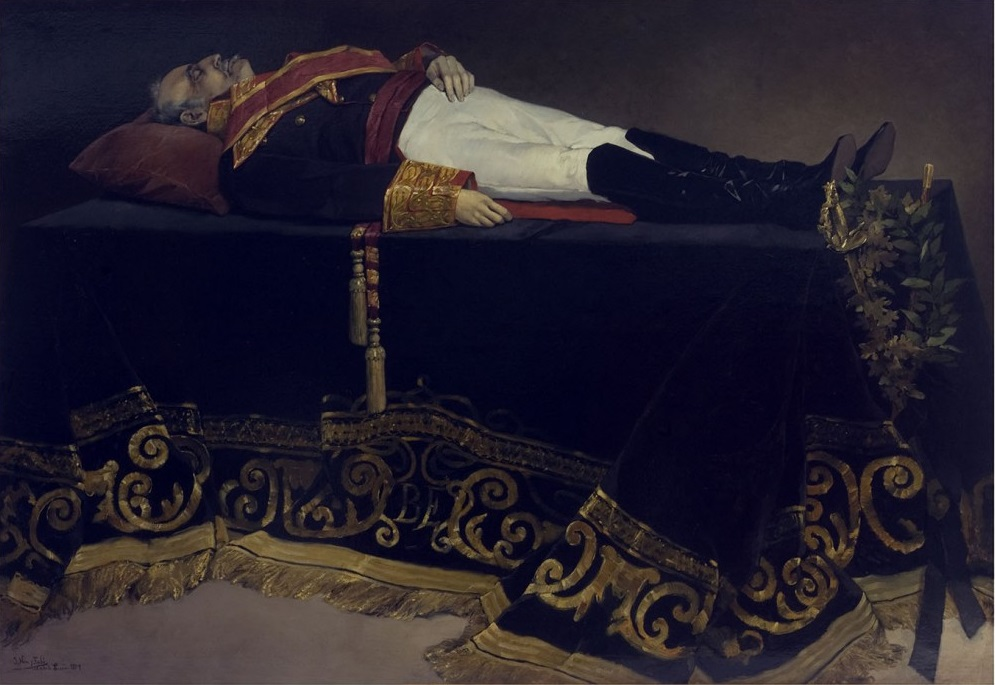
Muerte de Baldomero Espartero, de José Nin y Tudó. 1879. (Museo de La Rioja).

Una de las primeras decisiones que tomaron las autoridades franquistas tras el final de la guerra civil española de 1936-1939 fue cambiar el nombre de la calle Príncipe de Vergara por el de general Mola. Según el historiador Adrian Shubert hoy el recuerdo de Espartero «es todavía más débil. Poco es lo que queda: algunas estatuas; algunos nombres de calles; una estación de Metro —Príncipe de Vergara, cuya identidad se desconoce— en Madrid; un dicho grosero sobre su caballo... En Bilbao, lugar donde se produjo su única gran victoria, nada queda: el primer ayuntamiento democrático, dirigido por el PNV, renombró la calle de Espartero en favor de uno de sus propios héroes nacionalistas, Juan Ajuriaguerra. Sin embargo, Zumalacárregui se quedó con la calle que le habían dado los franquistas».
En memoria de Espartero se construyeron monumentos, como las conocidas esculturas ecuestres de Madrid; Granátula de Calatrava (Ciudad Real), su localidad natal y de Logroño, ciudad de su esposa y en la que se retiró a su vejez. Se le dedicaron calles, como la Príncipe de Vergara de Madrid y la duque de la Victoria de Granátula de Calatrava y también en Valladolid o Alicante. En Logroño, se dio el nombre de Príncipe de Vergara al Espolón, paseo principal de la ciudad donde se le levantó la estatua ecuestre por suscripción popular. También se dio su nombre a una calle que luego el franquismo renombró como General Franco y que con la democracia pasó a ser avda. de la Paz, pero no se quedó sin calle pues a otra se le puso General Espartero.
Según Adrian Shubert, «Espartero ha sido borrado de la memoria histórica española».

## Hoja de servicios
| Año  | Día y mes       | Empleo                         |
| ---- | --------------- | ------------------------------ |
| 1809 | 1 de noviembre  | Soldado Distinguido            |
| 1812 | 1 de enero      | Subteniente                    |
| 1814 | 2 de septiembre | Teniente                       |
| 1816 | 9 de septiembre | Capitán                        |
| 1817 | 1 de agosto     | Segundo Comandante             |
| 1821 | 26 de febrero   | Comandante                     |
| 1822 | 23 de marzo     | Coronel Graduado de Infantería |
| 1823 | 1 de febrero    | Coronel Efectivo de Infantería |
| 1823 | 9 de octubre    | Brigadier                      |
| 1834 | 17 de febrero   | Mariscal de campo              |
| 1836 | 21 de junio     | Teniente general               |
| 1838 | 1 de mayo       | Capitán general                |

## Sucesión
| Predecesor: María Cristina de Borbón-Dos Sicilias                          | Regente del Reino de España en nombre de Isabel II 1841-1843 | Sucesor: Declaración de la mayoría de edad de Isabel II                    |
| Predecesor: Ildefonso Díez de Rivera                                       | Presidente del Consejo de Ministros de España 1837           | Sucesor: Eusebio Bardají Azara                                             |
| Predecesor: Vicente Sancho                                                 | Presidente del Consejo de Ministros de España 1840-1841      | Sucesor: Joaquín María Ferrer y Echevarría                                 |
| Predecesor: Ángel Saavedra y Ramírez de Baquedano                          | Presidente del Consejo de Ministros de España 1854-1856      | Sucesor: Leopoldo O'Donnel Jorris                                          |
| Predecesor: Ildefonso Díez de Rivera Baldomero Espartero Francisco Ramonet | Ministro de la Guerra 1837 1837-1838                         | Sucesor: Evaristo San Miguel y Valledor Baldomero Espartero José Carratalá |

## Biografías y obras literarias sobre Espartero
Biografías
A pesar de la actual vigencia de la rotunda afirmación de Adrian Shubert, la importancia histórica de la figura de Espartero fue inmensa incluso en vida. Por tanto, algunas de sus biografías son estrictamente coetáneas suyas. Dejando de lado obras sobre el periodo que, ineludiblemente, citan y deben citar a este personaje histórico, de las cuales puede encontrarse alguna noticia en la ficha que le dedica la Real Academia de la Historia (https://dbe.rah.es/biografias/8928/joaquin-baldomero-fernandez-espartero-alvarez-de-toro), existen una serie de biografías que se acercan a él de forma monográfica y que se detallan a continuación por orden cronológico: 
- SEGUNDO FLÓREZ, J., Espartero, historia de su vida militar y política, Madrid, Imprenta de la sociedad literaria, 1843.
- GARRIDO, F., Espartero y la Revolución, Madrid, Tomás Núñez Amor, 1854.
- DEGOLLADA, R., et al., El pacificador de España D. Baldomero Espartero, Duque de la Victoria para Rey de España, por los autores y propietarios de la Luz de la Verdad y del opúsculo: Solución única de todos los problemas políticos, filosóficos y religiosos, Barcelona, Narciso Ramírez y Cía., 1869.
- MARLIANI, M., La regencia de D. Baldomero Espartero, conde de Luchana, duque de la Victoria y de Morella y sucesos que la prepararon, Madrid, Imprenta de Manuel Galiano, 1870.
- NIDO Y SEGALERVA; J. del, Historia política y parlamentaria de S. A. D. Baldomero Fernández Espartero, Madrid, Congreso de los Diputados, 1916 (ed. Pamplona, Analecta, 2005).
- ROMANONES, Conde de, Espartero, el general del pueblo, 1932 (Vitoria, Ikusager, 2007).
- ESPADAS BURGOS, M., Baldomero Espartero, un candidato al trono de España, Ciudad Real, Diputación Provincial-Biblioteca de Autores Manchegos, 1984.
- BERMEJO MARTÍN, F., Espartero, hacendado riojano, Logroño, Instituto de estudios riojanos, 2000;
- DÍAZ MARIAN, P., La monarquía Tutelada. El progresismo durante la regencia de Espartero (1840-1843), Alicante, Universidad de Alicante, 2015.
- SHUBERT, A., Espartero, el pacificador, Barcelona, Galaxia Gutenberg, 2018.
- DONOSO AZAÑÓN, J. J., Lo que siempre quise contar de mi vida: biografía novelada del general Espartero, Albacete, Liberlibro, 2018
- GARCÍA CIUDAD, J. J., El general Espartero, Madrid, Letrame, 2024.

Obras literarias
La tremenda popularidad del general hizo que el propio Espartero apareciese pronto como personaje en obras literarias, sobre todo en el ámbito del teatro decimonónico, tal como recoge Gregorio L. de La Fuente Monge en un artículo dedicado a tal efecto (“La figura del general Espartero en el teatro decimonónico”, Historia y política: Ideas, procesos y movimientos sociales 29 (2013), 103-138). En dicho texto, se analiza el buen número de obras que de 1836 a 1879 incorporaron esta figura histórica a su trama y la utilizaron a favor y en contra de sus posturas políticas. Según el autor del artículo “durante cuarenta años la figura de Espartero ocupó la atención del público que asistía a los teatros. Es obvio que las obras dramáticas eran un instrumento para influir en la opinión política del país. Aunque la mayoría de las obras aquí estudiadas sirvieron para construir una imagen favorable del general Espartero, de sus seguidores y de la opción liberal que representaba, también se constata que los dramaturgos antiesparteristas recurrieron a la escena para deslegitimar su poder en 1843 y 1856.”
En tiempos más recientes, podemos mencionar algunas obras literarias, más concretamente una novela y dos obras de teatro, que han recuperado la figura del general como personaje de recreación histórica, a saber:
- MARTÍNEZ DE MINGO, L., La reina de los sables, Madrid, Verbum, 2015.
- PÉREZ PASTOR, J. L., Baldomero, Amazon KDP, 2024.
- PÉREZ PASTOR, J. L., Baldomero y el rey, Amazon KDP, 2025.